# سیتروئن
سیتروئن (به فرانسوی: Citroën) شرکت خودروسازی فرانسوی است، که امروزه شرکت تابعه‌ای از گروه استلانتیس محسوب می‌شود. شرکت سیتروئن در سال ۱۹۱۹ توسط آندره سیتروئن تأسیس شد. 

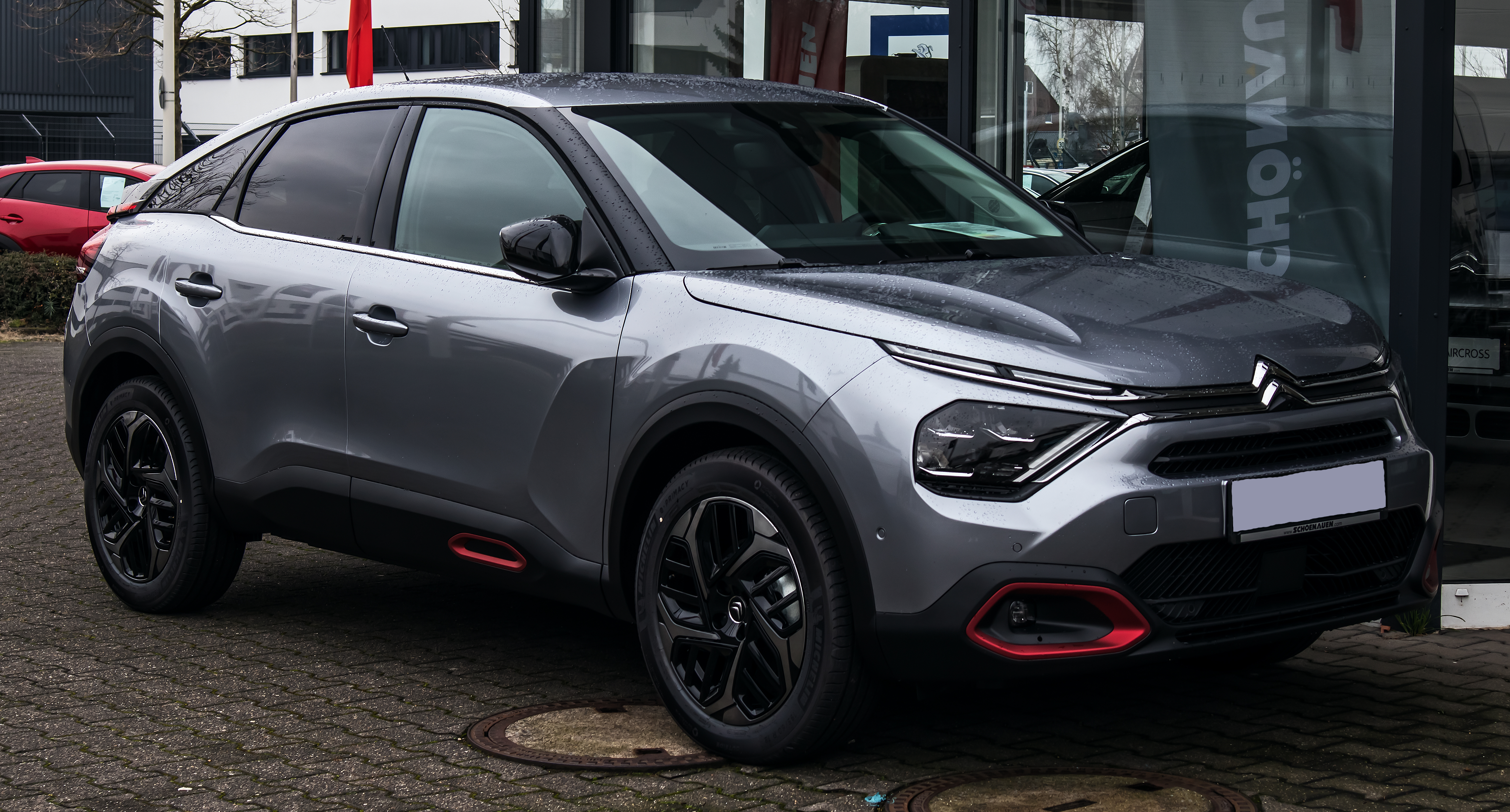
سیتروئن سی۴ نسل سوم، محصول ۲۰۲۰

هشت سال پس از تأسیس، سیتروئن به بزرگ‌ترین خودروساز اروپا و چهارمین خودروساز بزرگ جهان تبدیل شد. در سال ۱۹۷۴ شرکت پژو ۳۸٫۲٪ درصد از سهام سیتروئن را خریداری کرد و خودروسازی پژو سیتروئن در ۱۹۷۶ با کمک و حمایت دولت فرانسه تأسیس شد.
شرکت سیتروئن در سال ۲۰۰۹ به مناسبت نودمین سالگرد تأسیس خود، از خودروی جدیدی به‌نام سیتروئن دی‌اس۳ رونمایی کرد، که آغازگر سری لوکسی از خودروها با مدل دی‌اس بود. این شرکت در سال‌های ۲۰۱۰ و ۲۰۱۱ نیز به ترتیب سیتروئن دی‌اس۴ و سیتروئن دی‌اس۵ را به بازار عرضه کرد.

## تاریخچه

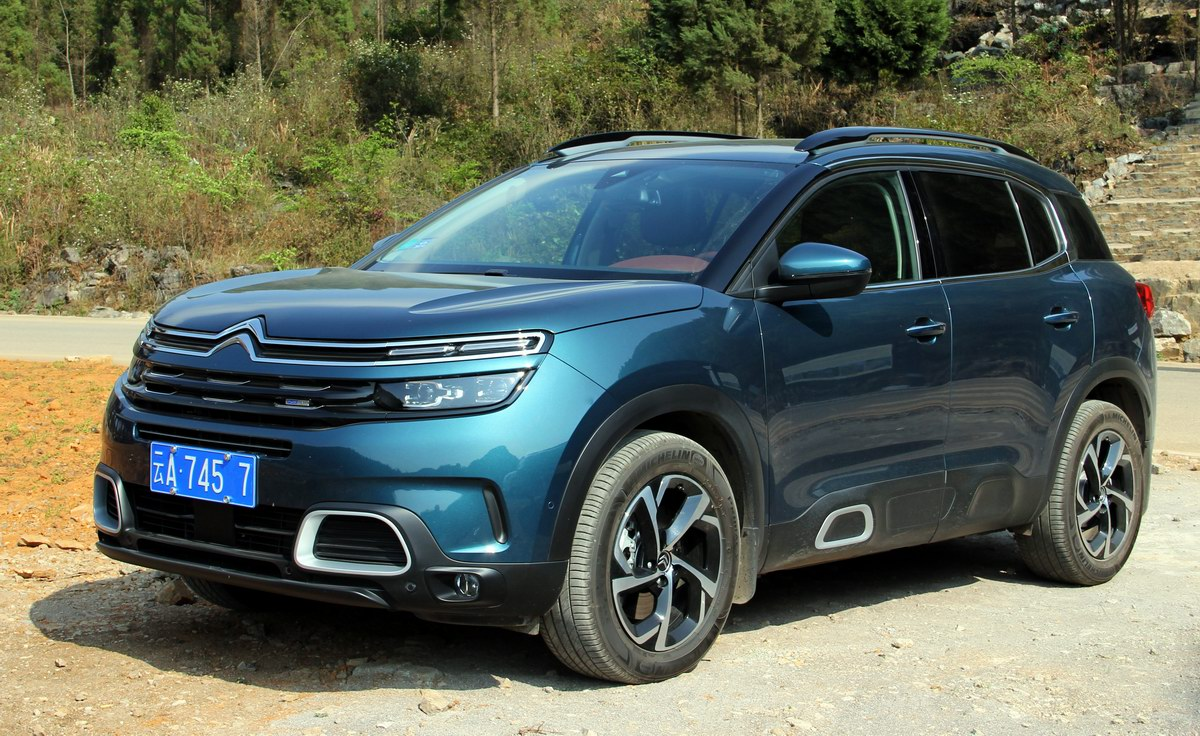
سیتروئن سی۵ ایرکراس محصول ۲۰۱۸

شرکت خودروسازی سیتروئن در سال ۱۹۱۹ توسط آندره سیتروئن تأسیس شد. سیتروئن در سال ۱۹۳۴ با آغاز ساخت سیتروئن تیپ ای نخستین تولید انبوه خودروهای چرخ محرک جلو در سطح جهانی را پایه‌گذاری کرد. این شرکت از سال ۱۹۷۶ بخشی از گروه صنعتی پژو سیتروئن شد.

### مدیریت آندره سیتروئن

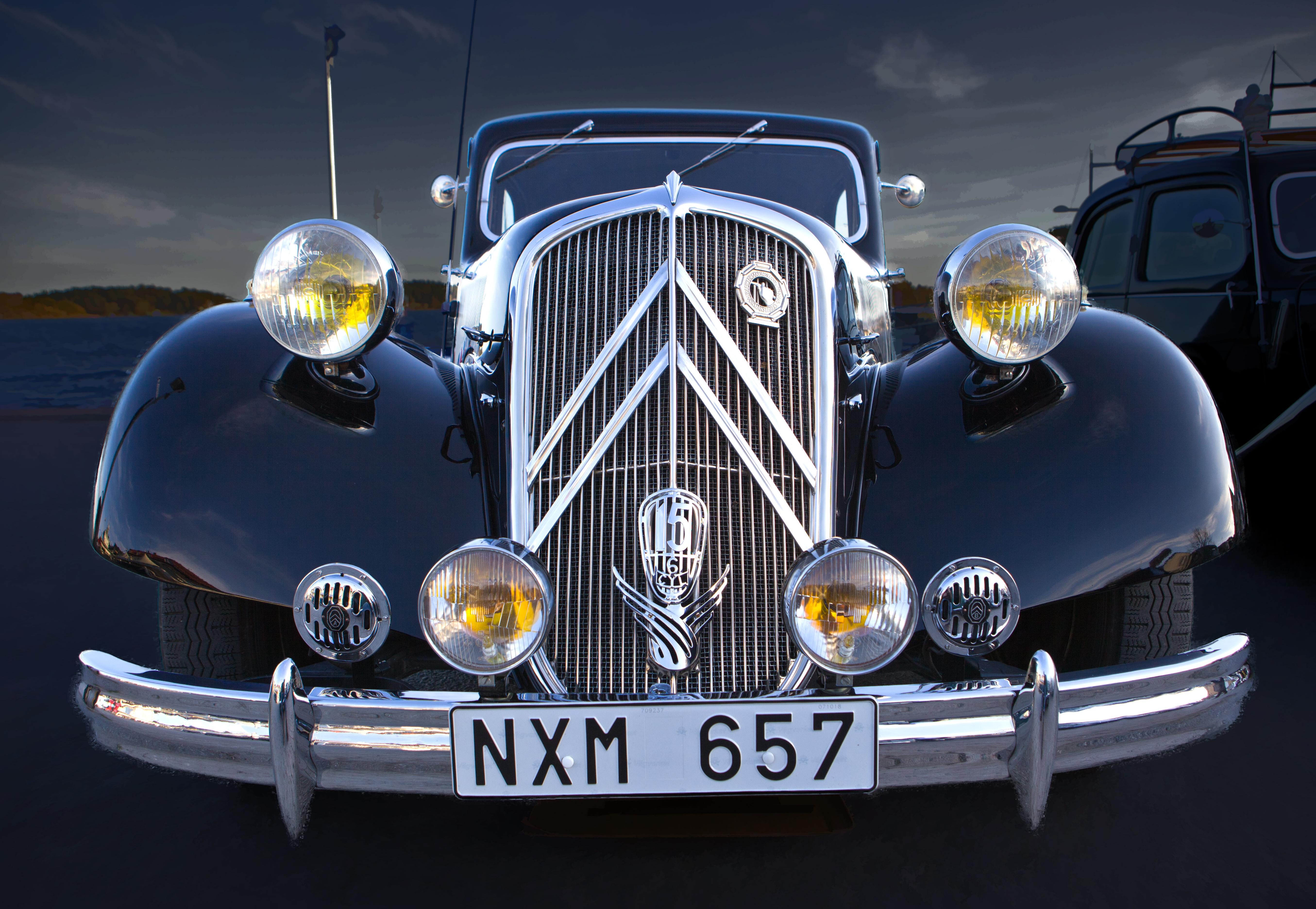
سیتروئن واکسهالم، مدل سال ۱۹۴۰

آندره سیتروئن طراح خودروی بود، که به رانندگی هیچ علاقه‌ای نداشت! وی در سال ۱۸۷۸ در پاریس زاده شد. پدر آندره هنگامی که او تنها ۲ سال داشت، خودکشی کرد.

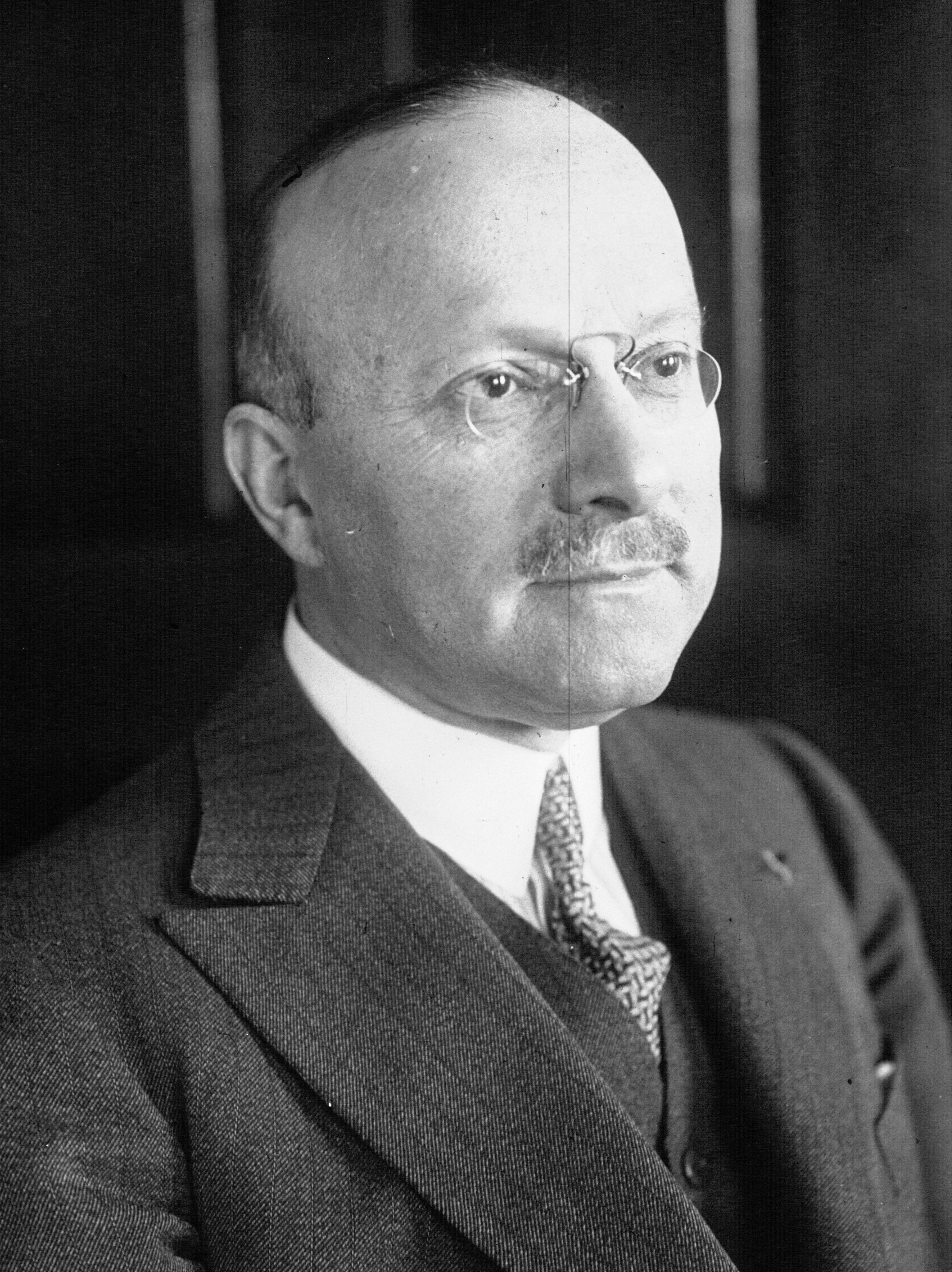
آندره سیتروئن

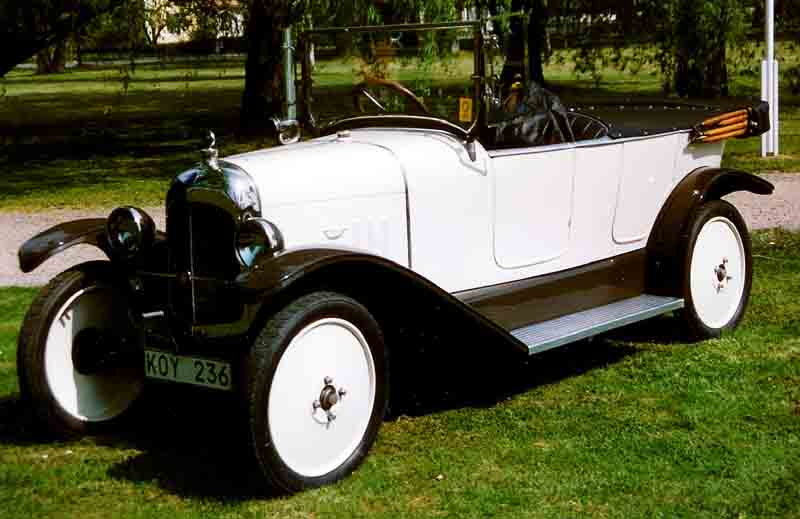
سیتروئن بی۲ تورپیدو ۱۹۲۱

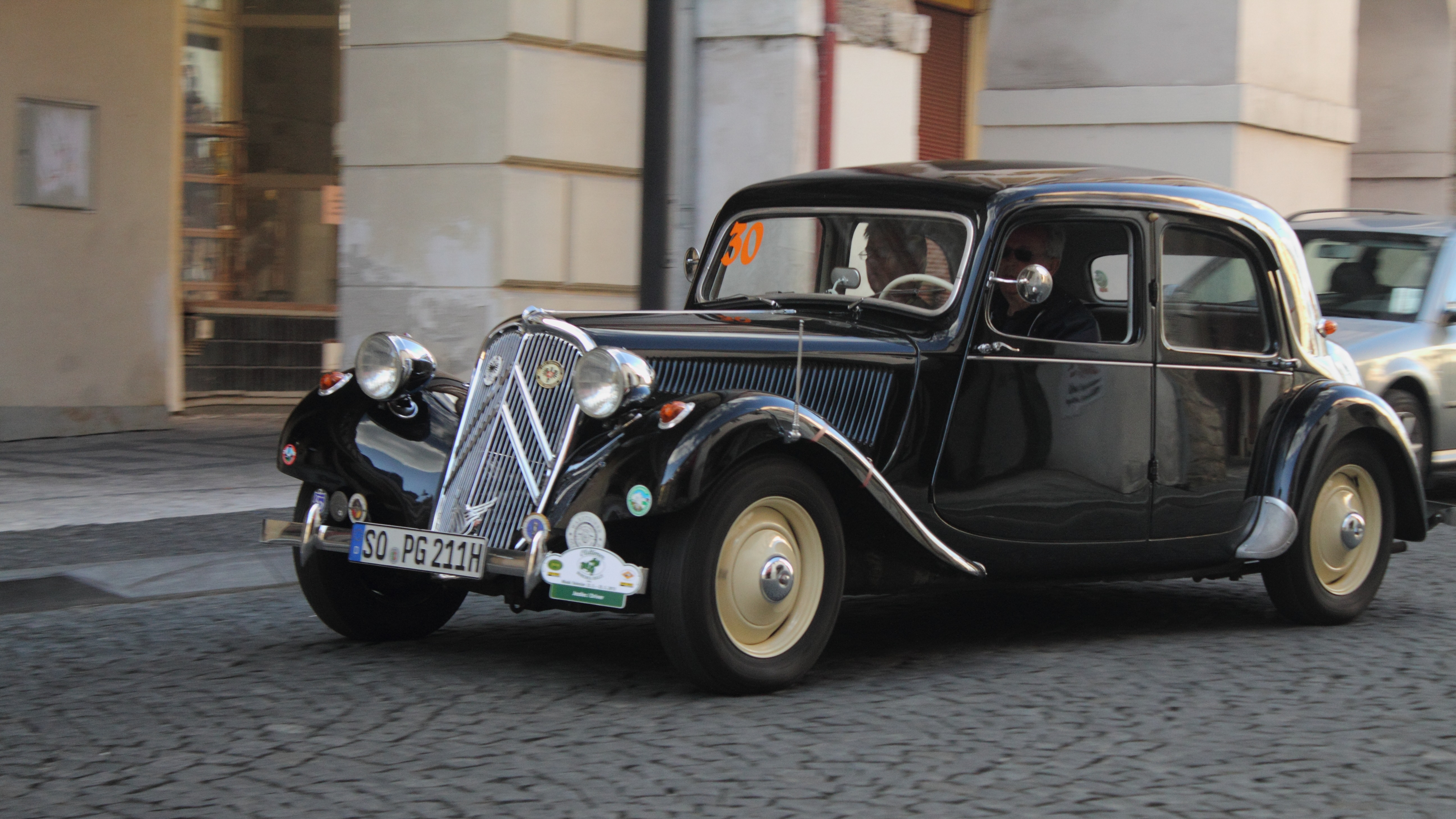
سیتروئن ۱۱سی مدل ۱۹۵۵

سیتروئن ژیان در ایران

آندره در سال ۱۸۹۴ از دبیرستان فارغ‌التحصیل شد و توانست وارد مدرسه پلی‌تکنیک پاریس شود. پس از پایان تحصیلاتش در دانشگاه به عنوان افسر-مهندس، وارد ارتش فرانسه شد.
در آن زمان بسیاری از یهودی‌تباران اروپایی، در صنایع مختلف از نفوذ نسبی برخوردار بودند، لذا سیتروئن با کمک گرفتن از اقوامش توانست در صنایع نساجی استراسبورگ در شمال شرق فرانسه استخدام شود. طی این مدت موفق شد، که با تعمیرات چرخ‌های دندانه‌دار آشنا گردد. با بازگشت به پاریس در سال ۱۹۰۴ با کمک ۲ نفر از دوستانش، کارگاه ساخت چرخ‌دنده‌های حلزونی‌شکل را راه‌اندازی کرد.
ورود آندره سیتروئن به صنعت خودروسازی با کمک برادران مورس (مالکین شرکت خودروسازی مورس) بود. این دو برادر، سازنده خودروهای مسابقه‌ای در فرانسه بودند. برادران مورس با آگاهی از استعداد آندره در تولید انبوه، از او برای تولید و بازاریابی محصولاتشان دعوت به کار کردند. با ورود سیتروئن تولید خودروهای شرکت مورس افزایش یافت.
در سال ۱۹۱۲ آندره شرکت چرخ‌دنده‌های سیتروئن را تأسیس کرد. همزمان با راه‌اندازی این شرکت، سیتروئن رئیس فدراسیون کارفرمایان خودرو نیز شد. پیش از آغاز جنگ جهانی اول آندره، به ایالات متحده آمریکا سفر کرد و در آنجا با هنری فورد ملاقات نمود.
با آغاز جنگ، آندره با عنوان کاپیتان دوم توپخانه، به ارتش فرانسه پیوست. کمبود امکانات در توپخانه، او را وادار ساخت، که یک کارخانه کوچک توپ‌سازی، برای ارتش فرانسه دایر نماید.
در سال‌های پایانی جنگ، کارخانه سیتروئن بیش از ۲۴ میلیون توپ جنگی ساخته بود. پس از پایان جنگ، کارخانه سیتروئن دوباره خودروسازی را آغاز کرد. کارخانه وی نخستین خودروسازی اروپا بود، که به تولید انبوه پرداخت. تا این زمان آندره هیچ چیز را به صورت رسمی، به نام خود نکرده بود، حتی ماشین و خانه شخصی‌اش نیز اجاره‌ای بود.
آندره سیتروئن سرانجام در سال ۱۹۱۹ به‌طور رسمی شرکت خودروسازی سیتروئن را تأسیس کرد. نخستین خودروی تولید شده پس از جنگ جهانی اول در ۱۹۱۹ عرضه شد و سیتروئن تیپ ای نام داشت.
در سال ۱۹۲۰ شرکت که دوران افول پس از جنگ را می‌گذراند، به‌شدت دچار کمبود سرمایه بود، لذا برای جلوگیری از ورشکستگی، آندره سیتروئن آغاز به مذاکره با شرکت جنرال موتورز برای فروش شرکت نمود. در مراحل پایانی انتقال و واگذاری سیتروئن، مدیران وقت جنرال موتورز به دلیل نامعقول بودن سرمایه‌گذاری بر روی این شرکت، معامله را فسخ کردند.
در نتیجه انصراف جنرال موتورز از خریداری، سیتروئن برای سال‌ها همچنان به صورت مستقل به فعالیت خود ادامه داد. شرکت سیتروئن تا اوایل دهه ۱۹۳۰ میلادی چهارمین خودروساز بزرگ جهان بود.

### مدیریت میشلن و لازارد

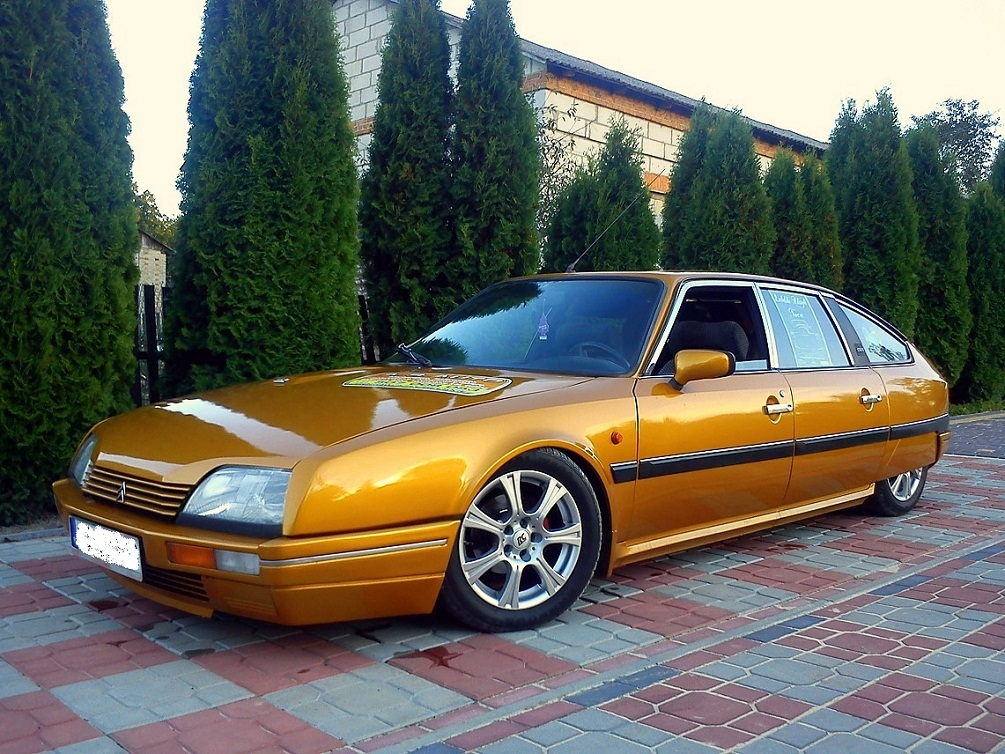
سیتروئن سی‌اکس۲۵

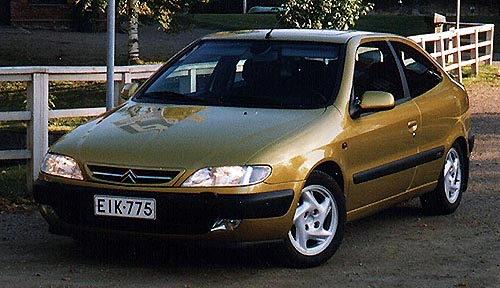
سیتروئن اکس‌سارا محصول ۱۹۹۸

در سال ۱۹۳۴ تأمین هزینه‌های کارخانه سیتروئن با مشکلات زیادی رو به رو بود. با افزایش مشکلات مالی، بخشی از سهام شرکت سیتروئن توسط بخش خصوصی خریداری شد، که اکثریت سهام آن به شرکت میشلن و بانک لازارد فروخته شد.
یک سال بعد آندره سیتروئن در حالی که برای تولید خودرو، پول کافی نداشت، بر اثر سرطان معده در گذشت و در گورستان مونپارناس به خاک سپرده شد. در طول سال‌های رهبری آندره بر شرکت، از مشهورترین خودروهای تولید شده می‌توان به: سیتروئن ژیان و سیتروئن سی‌ایکس اشاره نمود.

### مشارکت با پنهارد
شرکت سیتروئن یکی از نخستین مبتکران طرح‌های ساخت خودروهای آیرودینامیک بود. در سال ۱۹۶۳، مدیران سیتروئن تصمیم گرفتند محصولاتشان را مشترکاً با شرکت پژو تولید کنند.
دو سال بعد، در ۱۹۶۵ در پی شکست توافق میان دو خودروساز فرانسوی؛ پژو و سیتروئن، مدیران این شرکت، مذاکره با شرکت پنهارد را آغاز کردند.
مدیران ارشد سیتروئن امیدوار بودند، تا بتوانند از دانش طراحان و مهندسین شرکت خودروسازی پنهارد، در زمینه تولید خودروهای سایز متوسط، به منظور تکمیل روند تولید خودروهای کوچک و ارزان خود، استفاده کنند، که تا حدی نیز موفق بودند.

### مدیریت فیات
در سال‌های پایانی دهه ۱۹۶۰ میلادی، شرکت فیات آغاز به خریداری سهام شرکت سیتروئن نمود. تا سال ۱۹۷۱ این شرکت ایتالیایی از سهام‌داران اصلی سیتروئن بشمار می‌آمد. با آغاز بحران نفتی سال ۱۹۷۳ که باعث ضرر و کاهش ناگهانی ارزش سهام سیتروئن شد، فیات آغاز به فروش سهام خود در این شرکت نمود و در نهایت در سال ۱۹۷۶ شرکت فیات مشارکت خود با سیتروئن را، منحل اعلام کرد. با جدایی از فیات، شرکت سیتروئن بار دیگر در آستانه ورشکستگی قرار گرفت.

### مدیریت پژو سیتروئن

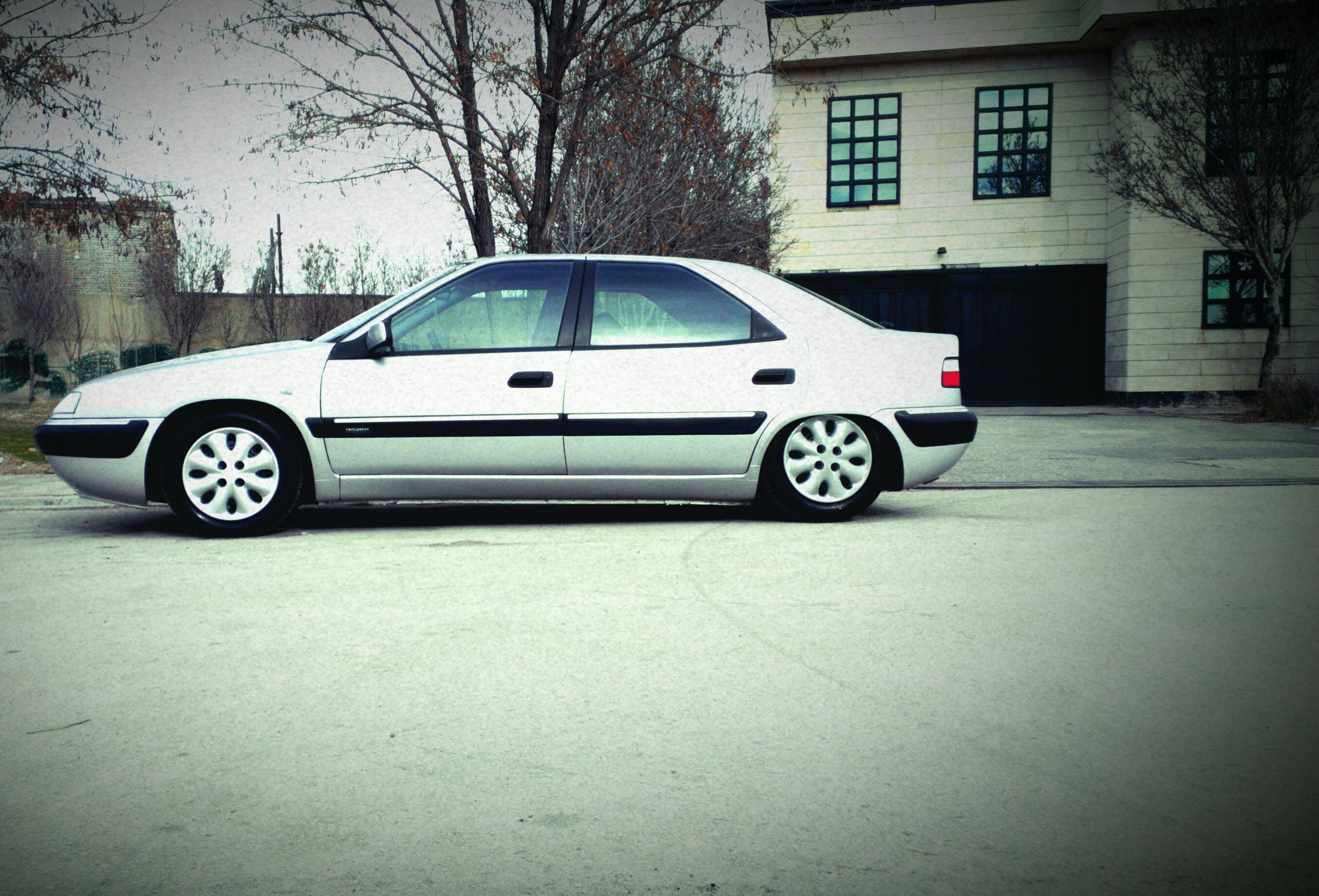
سیتروئن زانتیا

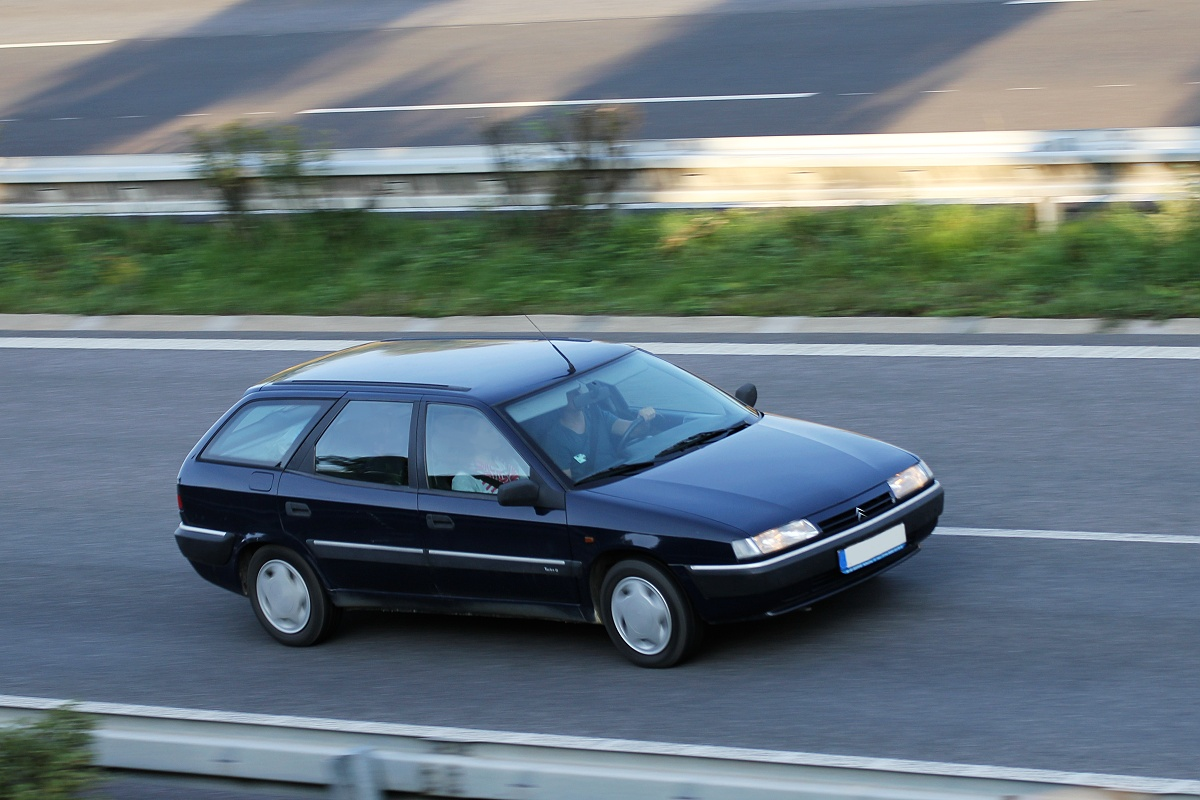
سیتروئن زانتیا استیشن

دولت فرانسه برای کنترل بازار کار و جلوگیری از ضرر بیشتر سیتروئن، پیشنهاد ادغام سیتروئن با پژو را به مدیران وقت دو شرکت اعلام کرد. در سال ۱۹۷۴، شرکت پژو ۳۸٫۲٪ درصد از سهام سیتروئن را خریداری نمود و خودروسازی پژو سیتروئن در ۱۹۷۶ با کمک و حمایت دولت فرانسه تأسیس شد. امروزه کماکان شرکت پژو سیتروئن مدیریت شرکت سیتروئن را در دست دارد.

## خودروهای تولید شده

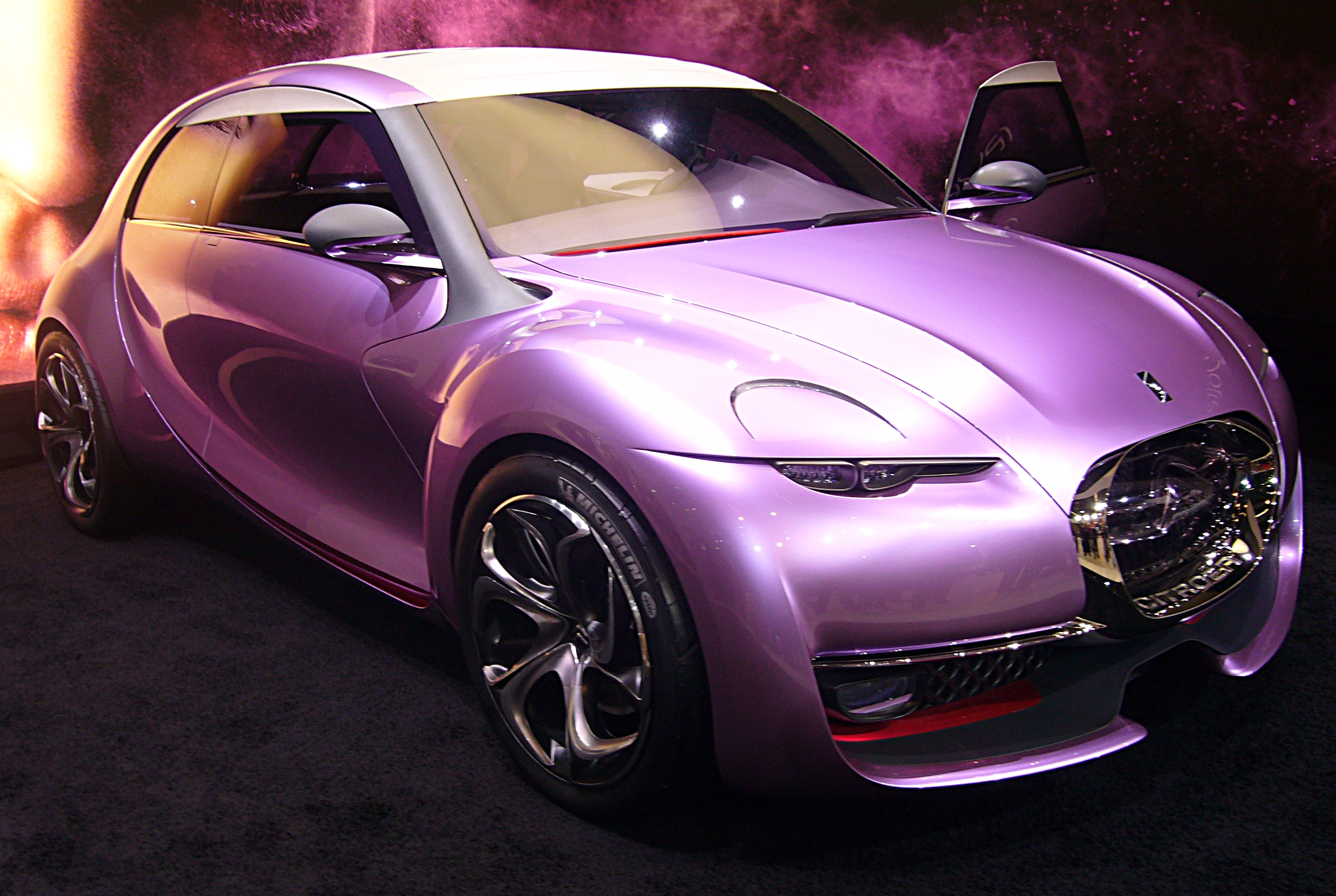
سیتروئن روولته مفهومی، در نمایشگاه خودرو فرانکفورت

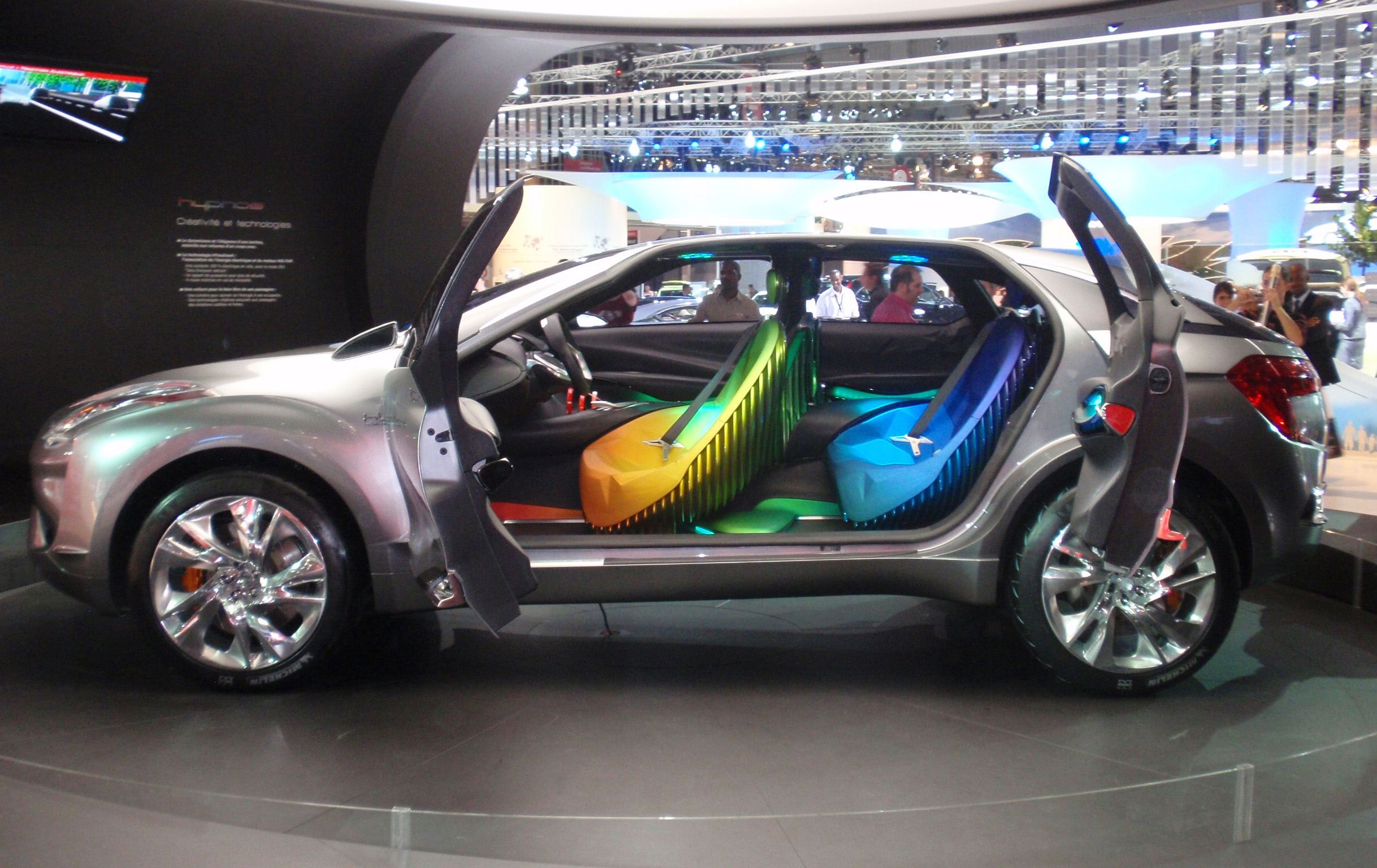
سیتروئن هایپنوس، در نمایشگاه خودرو پاریس ۲۰۰۸

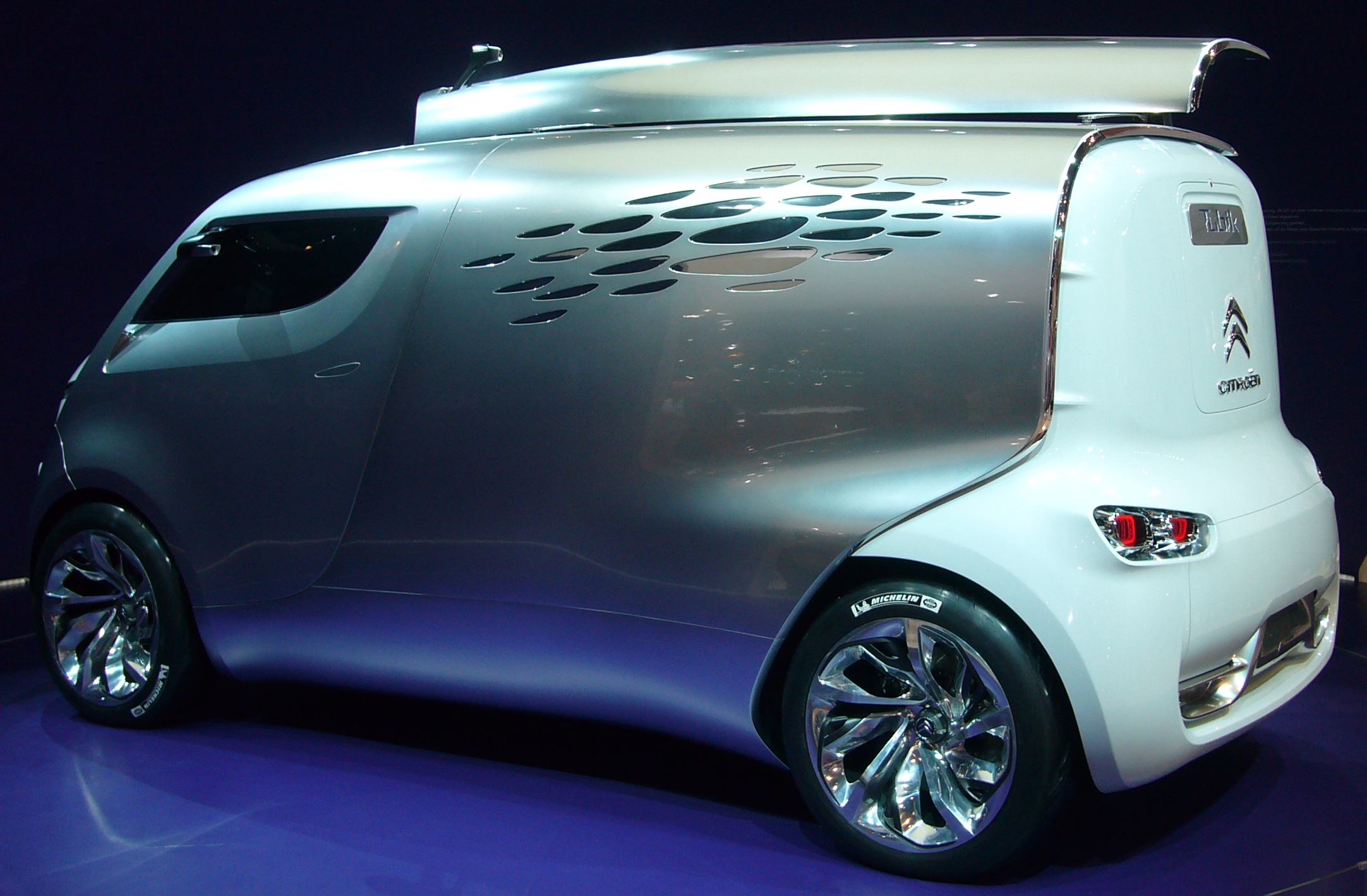
سیتروئن توبیک مفهومی، در نمایشگاه خودرو فرانکفورت ۲۰۱۱

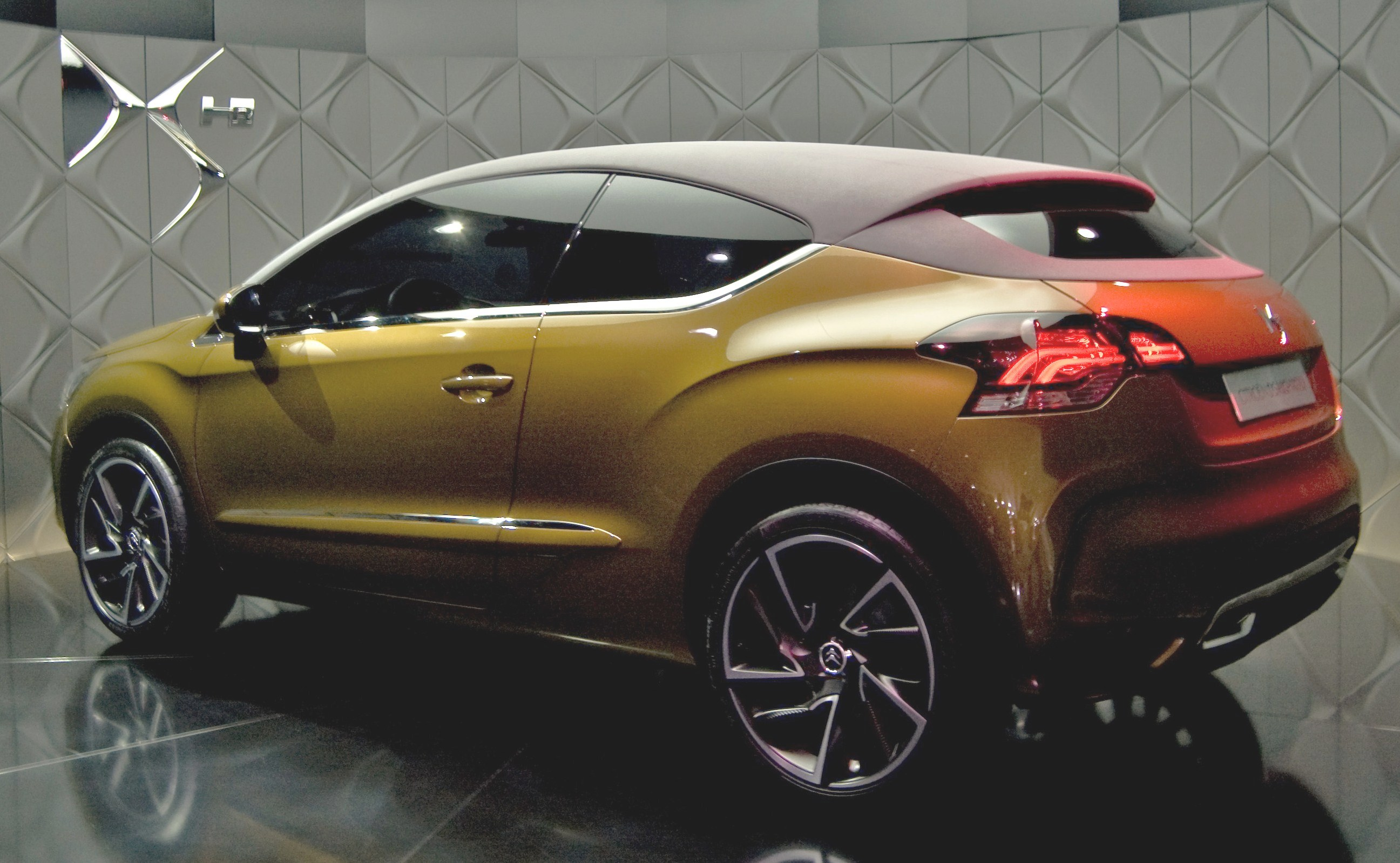
سیتروئن اس‌دی‌های رایدر

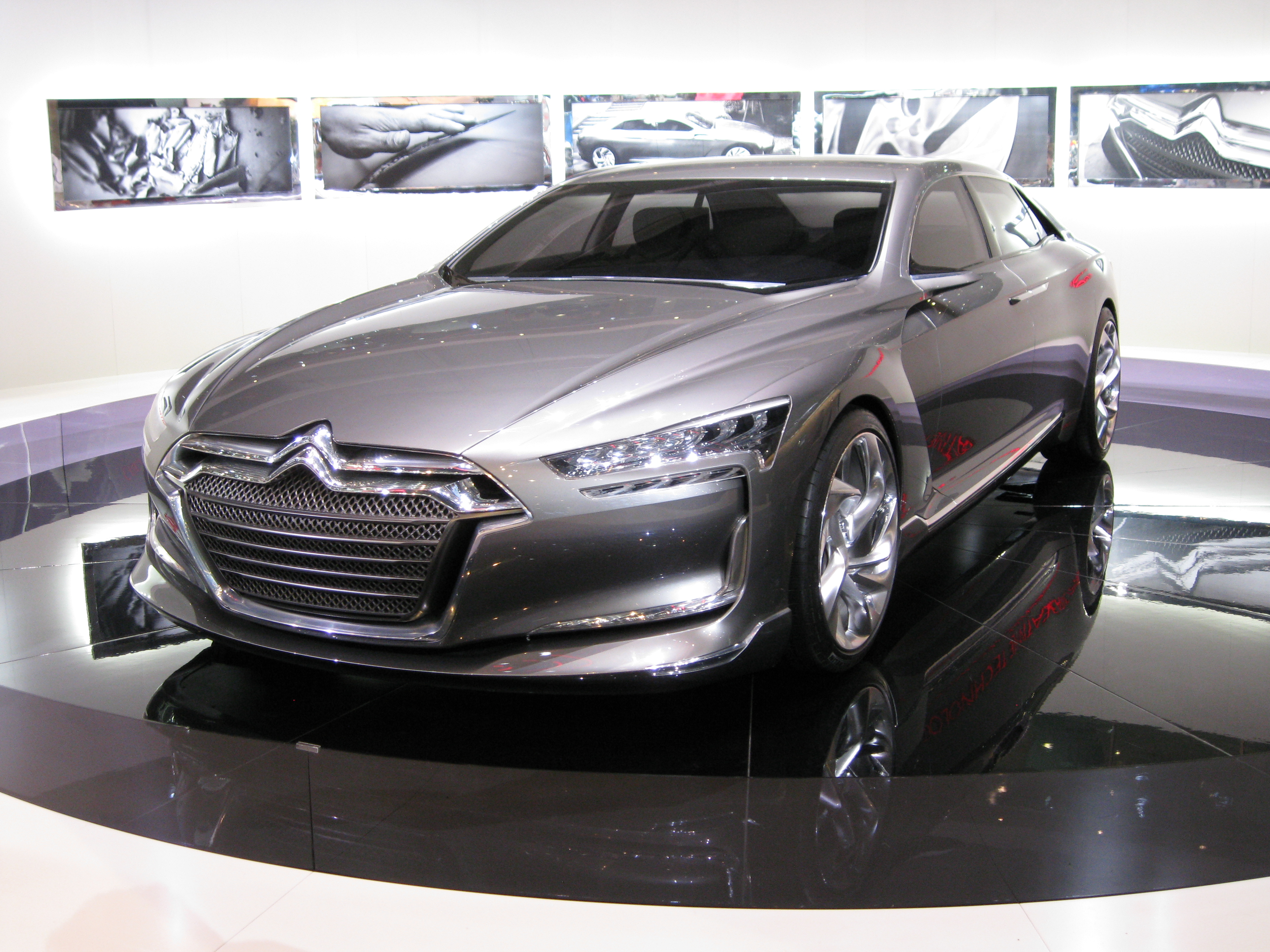
سیتروئن متروپولیس در نمایشگاه خودرو جنووا ۲۰۱۱

### خودروهای کوچک شهری
| نام مدل            | سال تولید | سال توقف |
| ------------------ | --------- | -------- |
| سیتروئن ۲سی‌وی      | ۱۹۴۸      | ۱۹۹۰     |
| سیتروئن ژیان       | ۱۹۶۷      | ۱۹۸۳     |
| سیتروئن آکادیان    | ۱۹۷۸      | ۱۹۸۷     |
| سیتروئن مهاری      | ۱۹۶۸      | ۱۹۸۷     |
| سیتروئن ال‌ان‌ای     | ۱۹۷۶      | ۱۹۸۶     |
| سیتروئن ویزا       | ۱۹۷۸      | ۱۹۸۸     |
| سیتروئن اکسل       | ۱۹۸۴      | ۱۹۸۸     |
| سیتروئن ساکسو      | ۱۹۹۶      | ۲۰۰۲     |
| سیتروئن سی۳        | ۲۰۰۲      | ۲۰۱۰     |
| سیتروئن سی۲        | ۲۰۰۳      | ۲۰۰۹     |
| سیتروئن سی۳ پلوریل | ۲۰۰۳      | ۲۰۱۰     |
| سیتروئن سی۱        | ۲۰۰۵      | تاکنون   |
| سیتروئن سی۳ دو     | ۲۰۰۹      | ۲۰۱۶     |
| دی‌اس۳              | ۲۰۱۰      | تاکنون   |
| سیتروئن سی-زیرو    | ۲۰۱۰      | تاکنون   |
| سیتروئن سی۳ دو     | ۲۰۱۶      | تاکنون   |

### خودروهای متوسط
| نام مدل             | سال تولید | سال توقف |
| ------------------- | --------- | -------- |
| سیتروئن امی         | ۱۹۶۱      | ۱۹۷۸     |
| سیتروئن زدایکس      | ۱۹۹۱      | ۱۹۹۸     |
| سیتروئن سارا        | ۱۹۹۷      | ۲۰۰۴     |
| سیتروئن الیسه       | ۲۰۰۲      | ۲۰۱۲     |
| سیتروئن سی۴         | ۲۰۰۴      | ۲۰۱۰     |
| سیتروئن سی۴ دو      | ۲۰۱۰      | تاکنون   |
| سیتروئن دی‌اس۴       | ۲۰۱۱      | تاکنون   |
| سیتروئن سی-الیزه دو | ۲۰۱۲      | تاکنون   |

### خودروهای سواری
| نام مدل               | سال تولید | سال توقف |
| --------------------- | --------- | -------- |
| سیتروئن تیپ ای        | ۱۹۱۹      | ۱۹۲۱     |
| سیتروئن تیپ سی        | ۱۹۲۱      | ۱۹۲۶     |
| سیتروئن بی۲           | ۱۹۲۱      | ۱۹۲۶     |
| سیتروئن بی۱۰          | ۱۹۲۴      | ۱۹۲۵     |
| سیتروئن بی۱۲          | ۱۹۲۴      | ۱۹۲۶     |
| سیتروئن بی۱۴          | ۱۹۲۶      | ۱۹۲۸     |
| سیتروئن سی۴           | ۱۹۲۸      | ۱۹۳۲     |
| سیتروئن روزالی        | ۱۹۳۲      | ۱۹۳۴     |
| سیتروئن تراکسیون آوان | ۱۹۳۴      | ۱۹۵۷     |
| سیتروئن جی‌اس          | ۱۹۷۰      | ۱۹۸۶     |
| سیتروئن بی‌ایکس        | ۱۹۸۲      | ۱۹۹۴     |
| سیتروئن زانتیا        | ۱۹۹۳      | ۲۰۰۲     |
| سیتروئن سی۵           | ۲۰۰۰      | ۲۰۰۷     |
| سیتروئن سی۵ دو        | ۲۰۰۸      | تاکنون   |

### خودروهای لوکس
| نام مدل               | سال تولید | سال توقف |
| --------------------- | --------- | -------- |
| سیتروئن سی۶           | ۱۹۲۹      | ۱۹۳۲     |
| سیتروئن ۱۵ سی‌وی       | ۱۹۳۲      | ۱۹۳۴     |
| سیتروئن تراکسیون آوان | ۱۹۳۸      | ۱۹۵۶     |
| سیتروئن دی‌اس          | ۱۹۵۵      | ۱۹۷۵     |
| سیتروئن اس‌ام          | ۱۹۷۰      | ۱۹۷۵     |
| سیتروئن سی‌ایکس        | ۱۹۷۴      | ۱۹۹۱     |
| سیتروئن ایکس‌ام        | ۱۹۸۹      | ۲۰۰۰     |
| سیتروئن سی۶           | ۲۰۰۵      | ۲۰۱۲     |
| سیتروئن دی‌اس۵         | ۲۰۱۱      | تاکنون   |

### خودروهای ون و کامیون
| نام مدل               | سال تولید | سال توقف |
| --------------------- | --------- | -------- |
| سیتروئن ۲سی‌وی کامیونت | ۱۹۵۱      | ۱۹۷۸     |
| سیتروئن آکادیان       | ۱۹۷۸      | ۱۹۸۷     |
| سیتروئن سی۱۵          | ۱۹۸۴      | ۲۰۰۶     |
| سیتروئن برلینگو       | ۱۹۹۶      | ۲۰۰۸     |
| سیتروئن نمو           | ۲۰۰۷      | تاکنون   |
| سیتروئن برلینگو دو    | ۲۰۰۸      | تاکنون   |

### خودروهای مفهومی
| نام مدل            | سال و محل رونمایی |
| ------------------ | ----------------- |
| سیتروئن اوله       | ۱۹۸۶ ژنو          |
| سیتروئن سی-ایرپلی  | ۲۰۰۵ بولونیا      |
| سیتروئن سی-بوگی    | ۲۰۰۶ مادرید       |
| سیتروئن سی-متیس    | ۲۰۰۶ پاریس        |
| سیتروئن سی-کاکتوس  | ۲۰۰۷ فرانکفورت    |
| جی‌تی بای سیتروئن   | ۲۰۰۸ پاریس        |
| سیتروئن هایپنوس    | ۲۰۰۸ پاریس        |
| سیتروئن ریولته     | ۲۰۰۹ فرانکفورت    |
| سیتروئن متروپولیس  | ۲۰۱۰ شانگهای      |
| سیتروئن لاکست      | ۲۰۱۰ پاریس        |
| سیتروئن تابیک      | ۲۰۱۱ فرانکفورت    |
| سیتروئن دی‌اس وایلد | ۲۰۱۳ شانگهای      |

## کارخانجات تولیدی

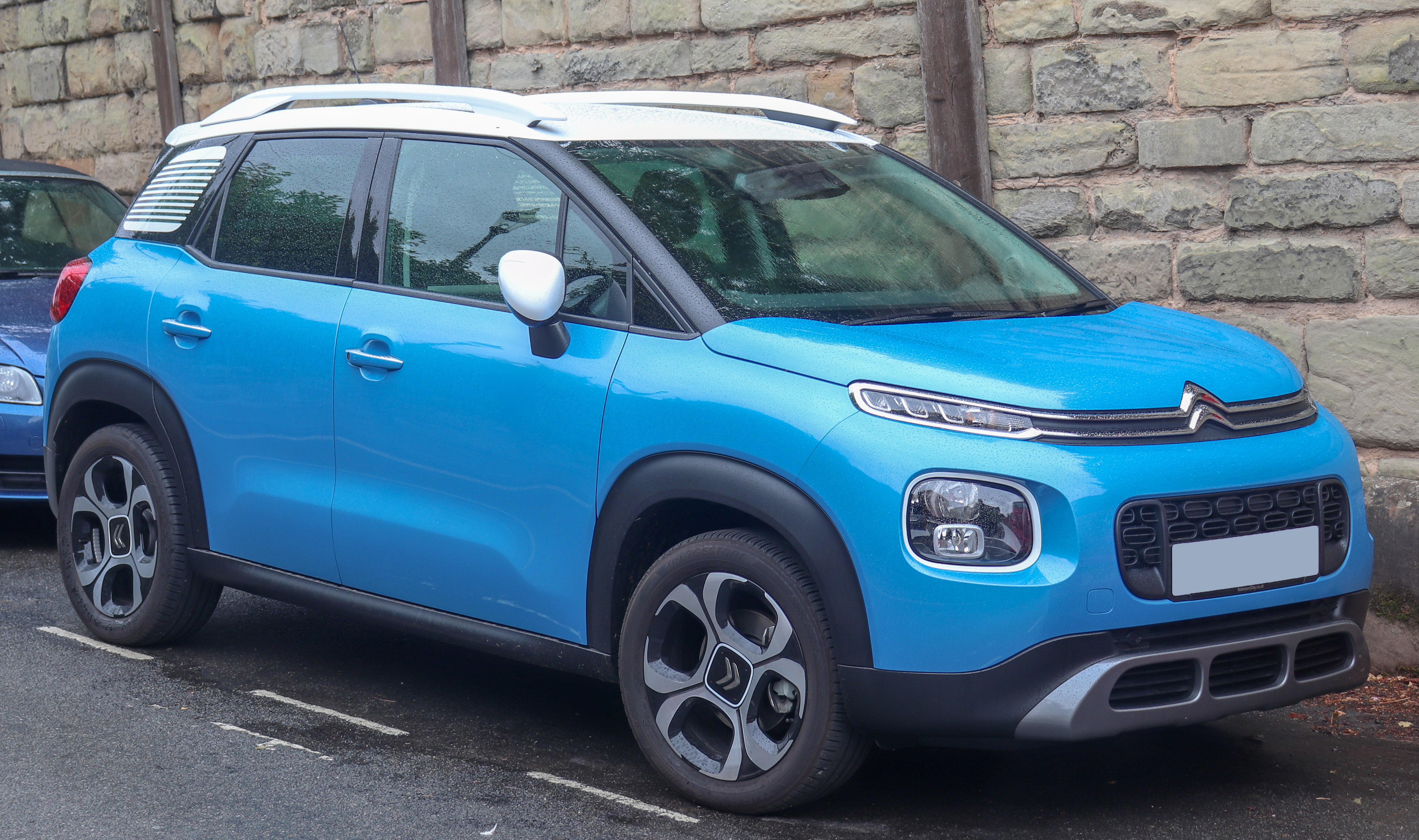
سیتروئن سی۳ ایرکراس

- بولیوی (لاپاز): سیتروئن برلینگو فرست
- آرژانتین (ویلا بوش): سیتروئن سی۴، سیتروئن سی۴ ال
- برزیل (پورتو ریل): سیتروئن سی۳، سیتروئن سی۳ پیکاسو
- نپال (کاتماندو): سیتروئن سی۴، سیتروئن دی‌اس۴
- فرانسه (پوآسی): سیتروئن سی۳، سیتروئن دی‌اس۳
- فرانسه (اولنه سو بوآ): سیتروئن سی۳[۳]
- فرانسه (سوشا): سیتروئن دی‌اس۵
- فرانسه (رن): سیتروئن سی۵
- پرتغال (مانگولاد): سیتروئن برلینگو
- اسلواکی (پیکاسو ترنوا): سیتروئن سی۳
- اسپانیا (مادرید): سیتروئن سی۴ پیکاسا
- اسپانیا (ویگو): سیتروئن برلینگو
- ترکیه (بورسا): سیتروئن نیمو
- چین (شنژن)؛ پژو-سیتروئن-چانگان مشارکت: دی‌اس۵
- چین (ووهان)؛ شرکت دانگفنگ موتور مشارکت: سی-الیسه، سی۳ ال، پیکاسو، سی۴ ال، سی۵
- جمهوری چک (کلین (جمهوری چک))؛ پژو، سیتروئن، تویوتا مشارکت: سی۱
- فرانسه (والنسین)؛ پژو-سیتروئن/فیات مشارکت سویل: سیتروئن جامپر
- ایتالیا (وال دی سانگرو)؛ پژو-سیتروئن/فیات مشارکت سویل: جامپر/ریلی
- ژاپن (کوراشیکی، اوکایاما)؛ میتسوبیشی موتورز کارخانه: سی-زیرو
- روسیه (کالوگا)؛ پژو-سیتروئن/میتسوبیشی مشارکت: سی۴، سی-کراسر
- ترکیه کارسان؛ کارخانه: برلینگو
- ایران (کاشان)؛ سایپا-سیتروئن/سی ۳، سی ۳ ایکس آر، سی الیسه.

## نشان سیتروئن
همان‌طور که در بخش تاریخچه عنوان شد، آندره سیتروئن با کمک گرفتن از اقوامش توانست در صنایع نساجی و بافت پارچه هلند استخدام و در این کشور با فناوری چرخ‌های دندانه‌دار آشنا شد. پس از بازگشت به پاریس در سال ۱۹۰۴ با مشارکت دو نفر از دوستانش، اقدام به راه‌اندازی کارگاه تولید و تعمیر چرخ‌دنده‌های حلزونی نمود. (در این نوع چرخ‌دنده به جای یک سطح مماس صاف، از یک سطح هشتی (۸) شکل استفاده می‌شود)
از آنجا که فعالیت آندره از این کارگاه و ساخت چرخ‌دنده‌های حلزونی آغاز شده بود، لذا وی در نشان‌های نصب شده بر روی نخستین خودروهای تولید شده سیتروئن، از طرح این چرخ‌دنده‌ها استفاده کرد. نشان تجاری شرکت سیتروئن که امروزه با نام (به انگلیسی: Chevron Double) شناخته می‌شود، از همین طرح یعنی دو علامت ۸ شکل الهام گرفته شده‌است.

## نگارخانه

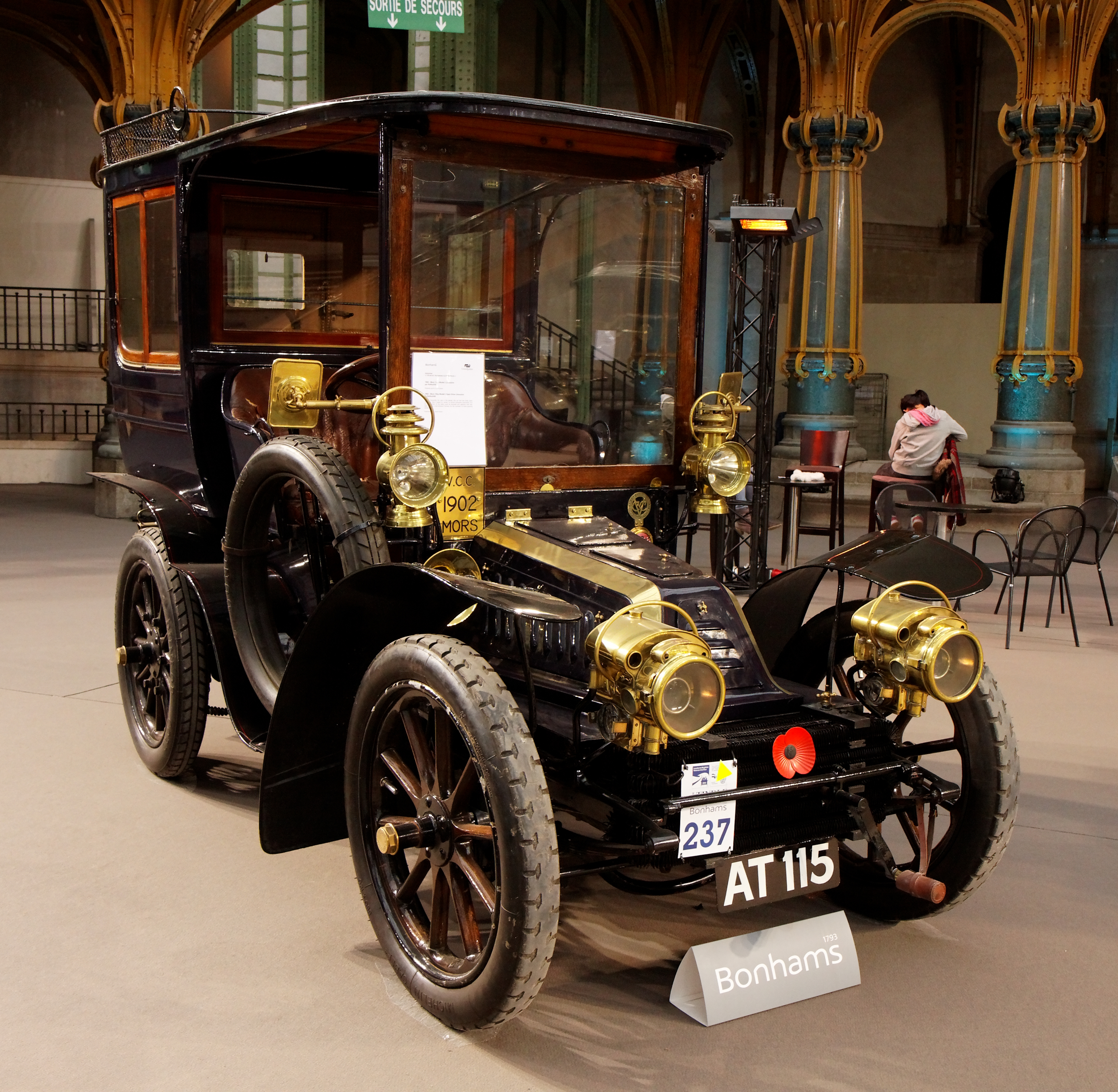
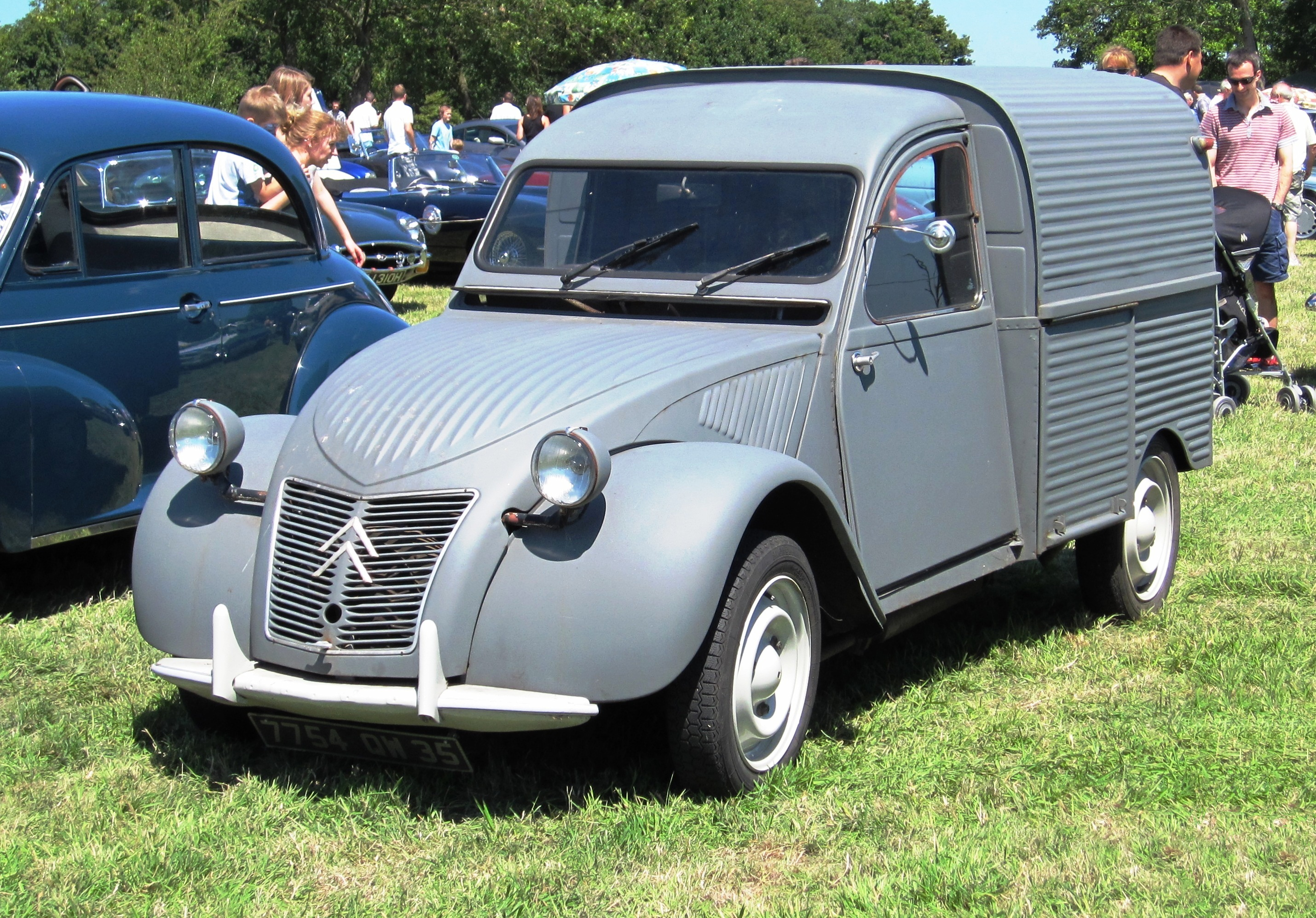
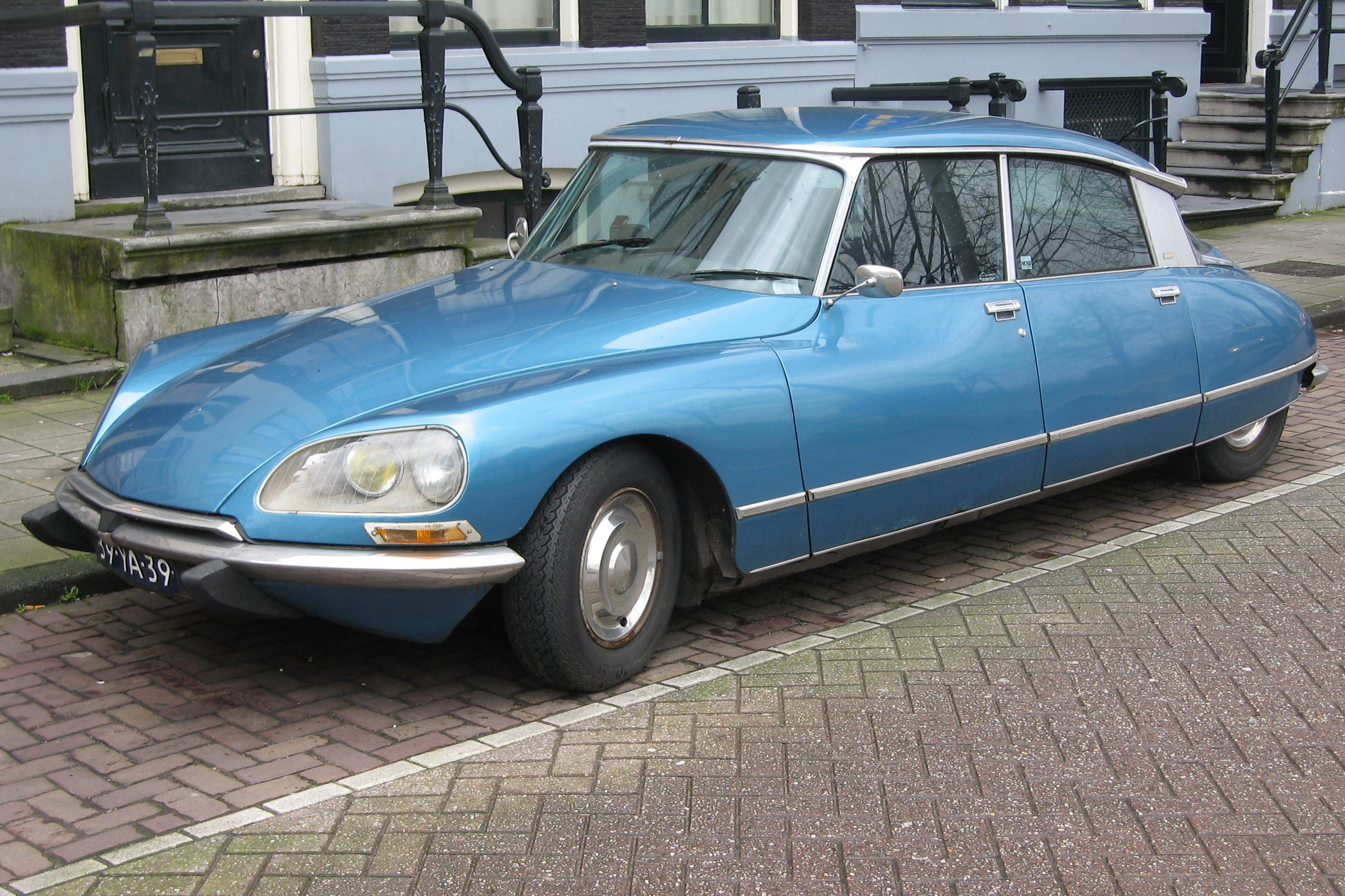
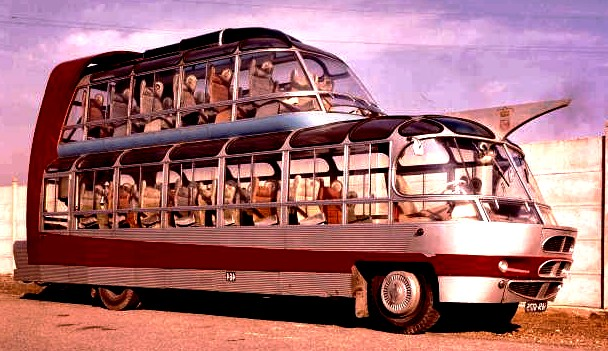
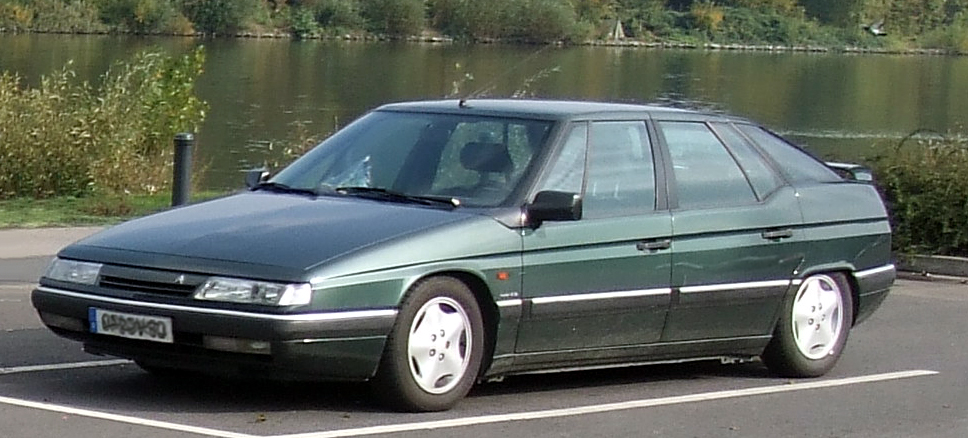
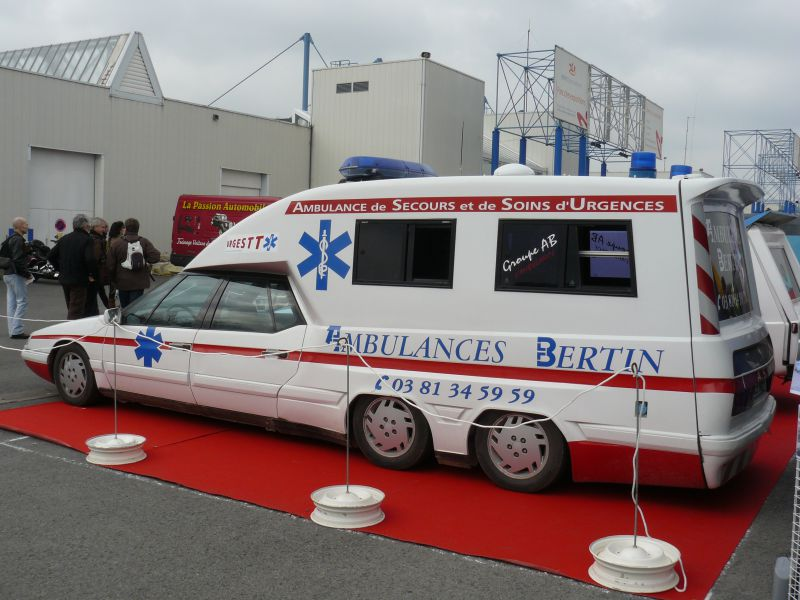
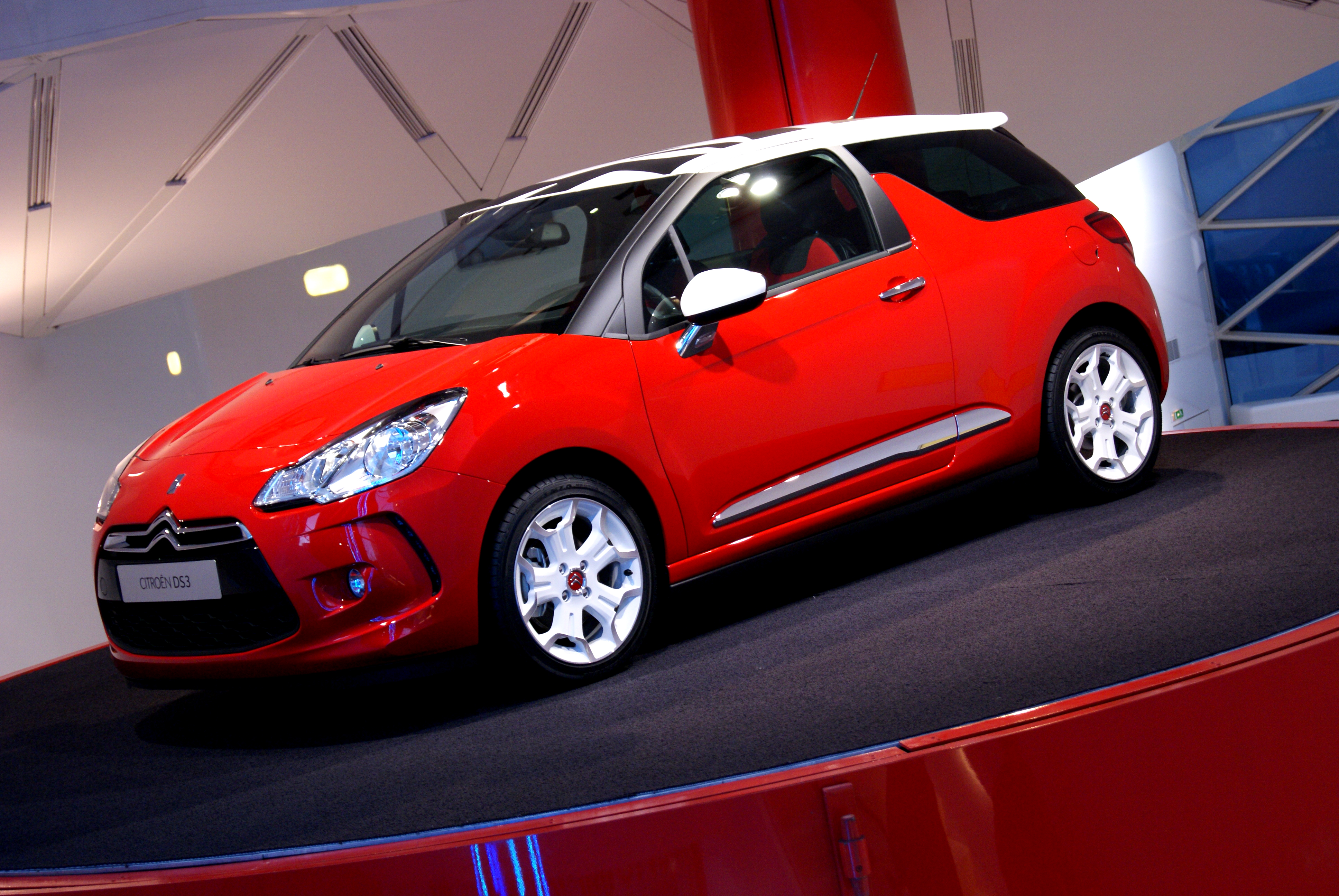
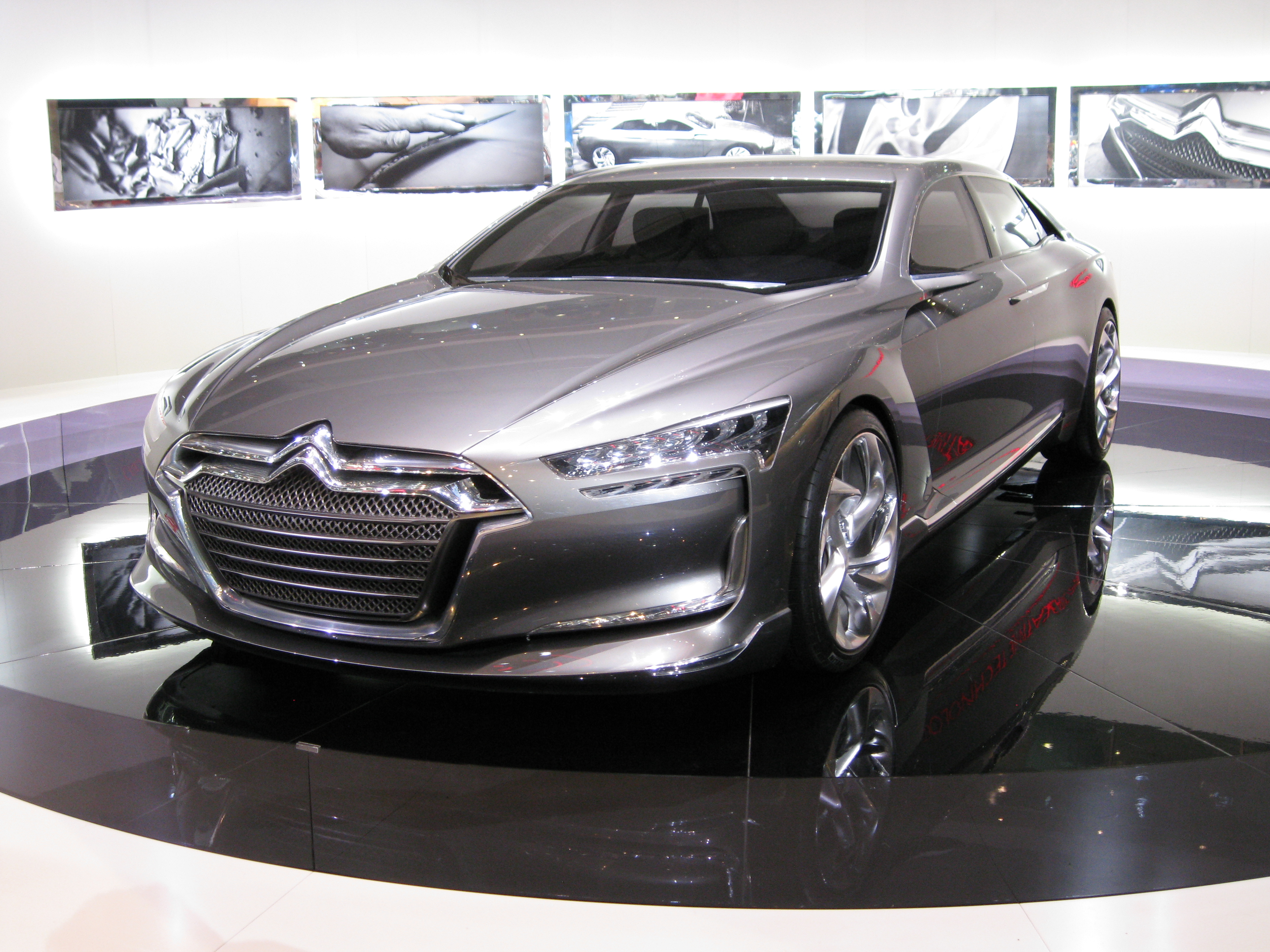
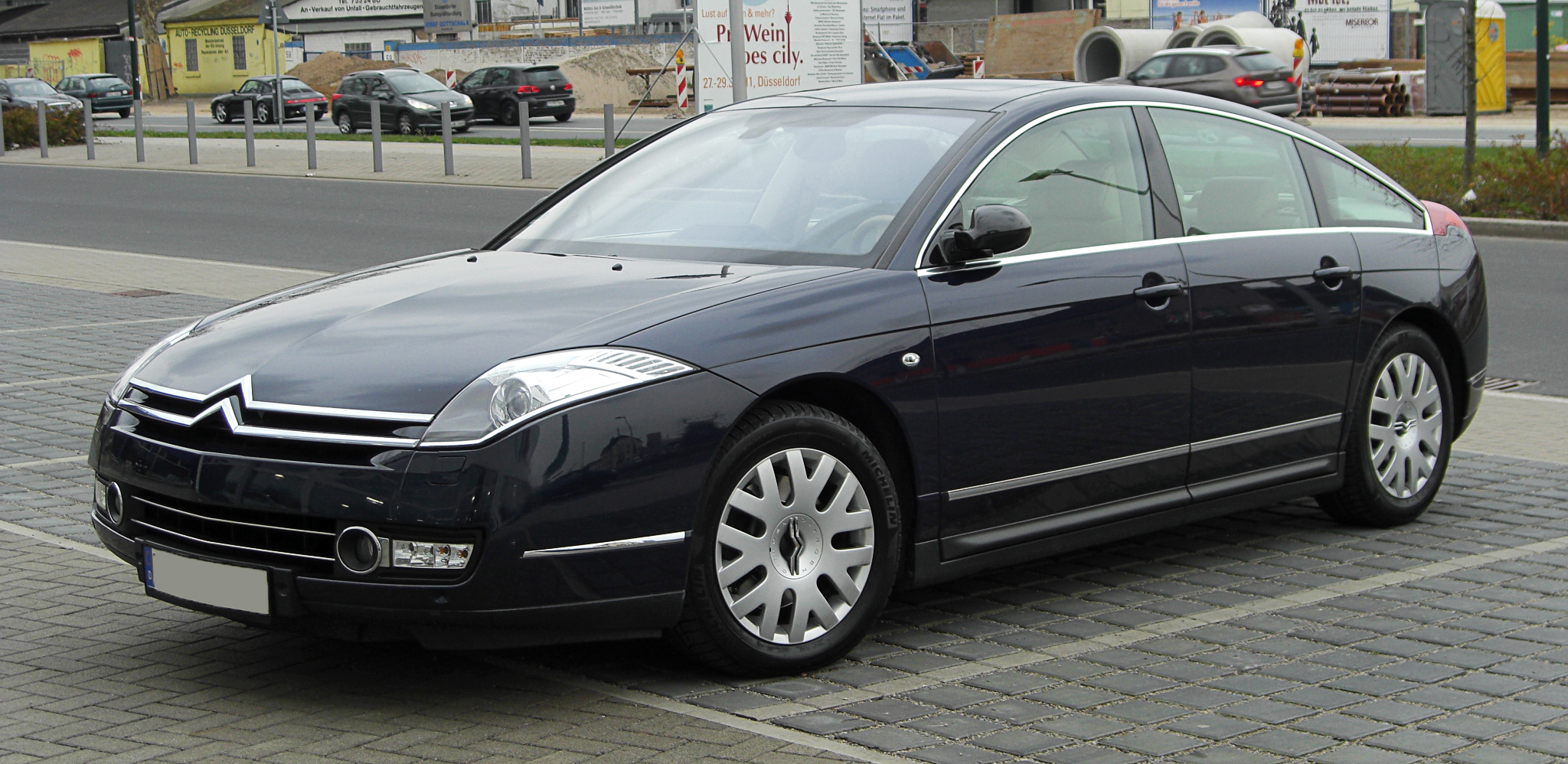
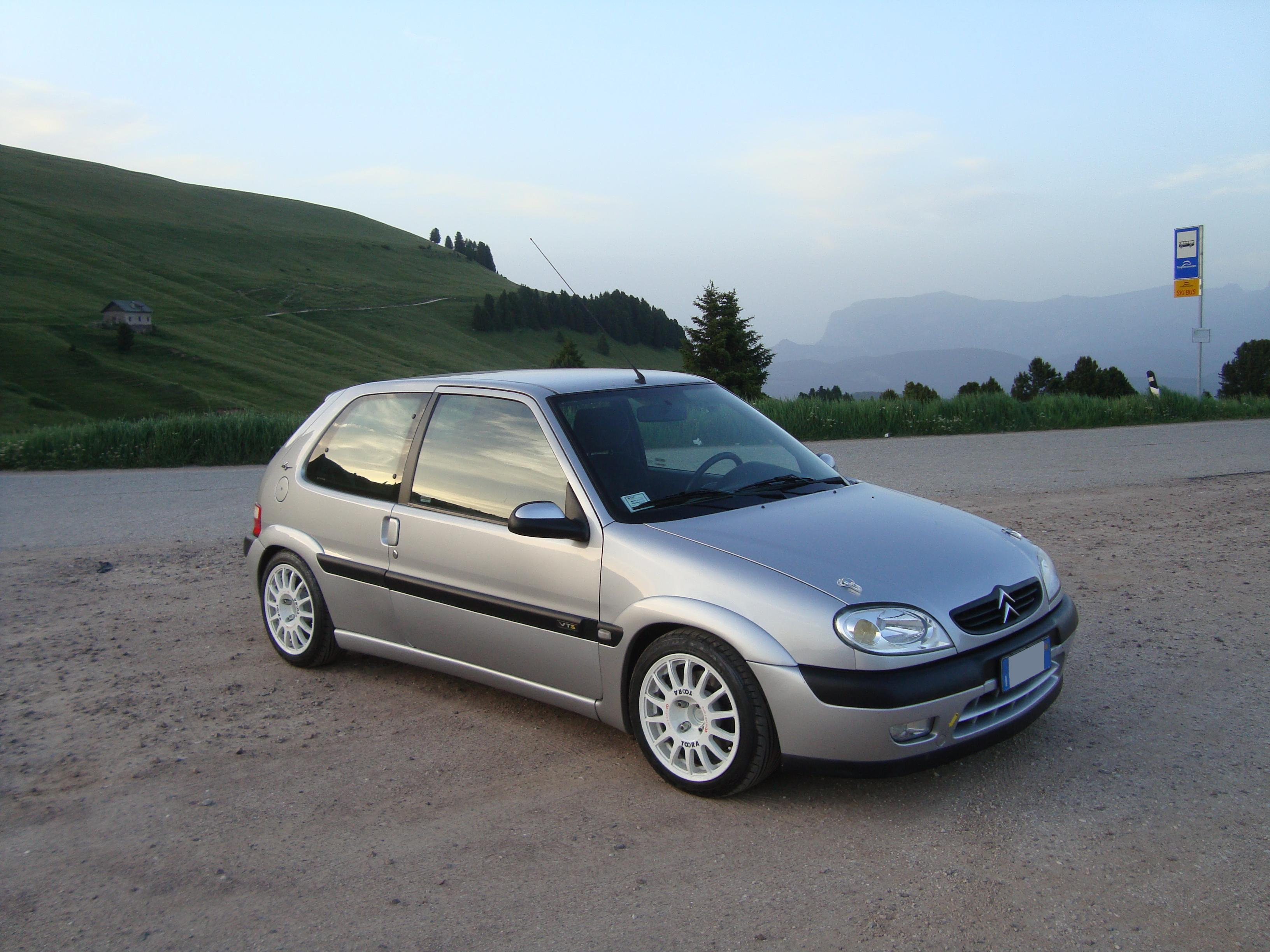
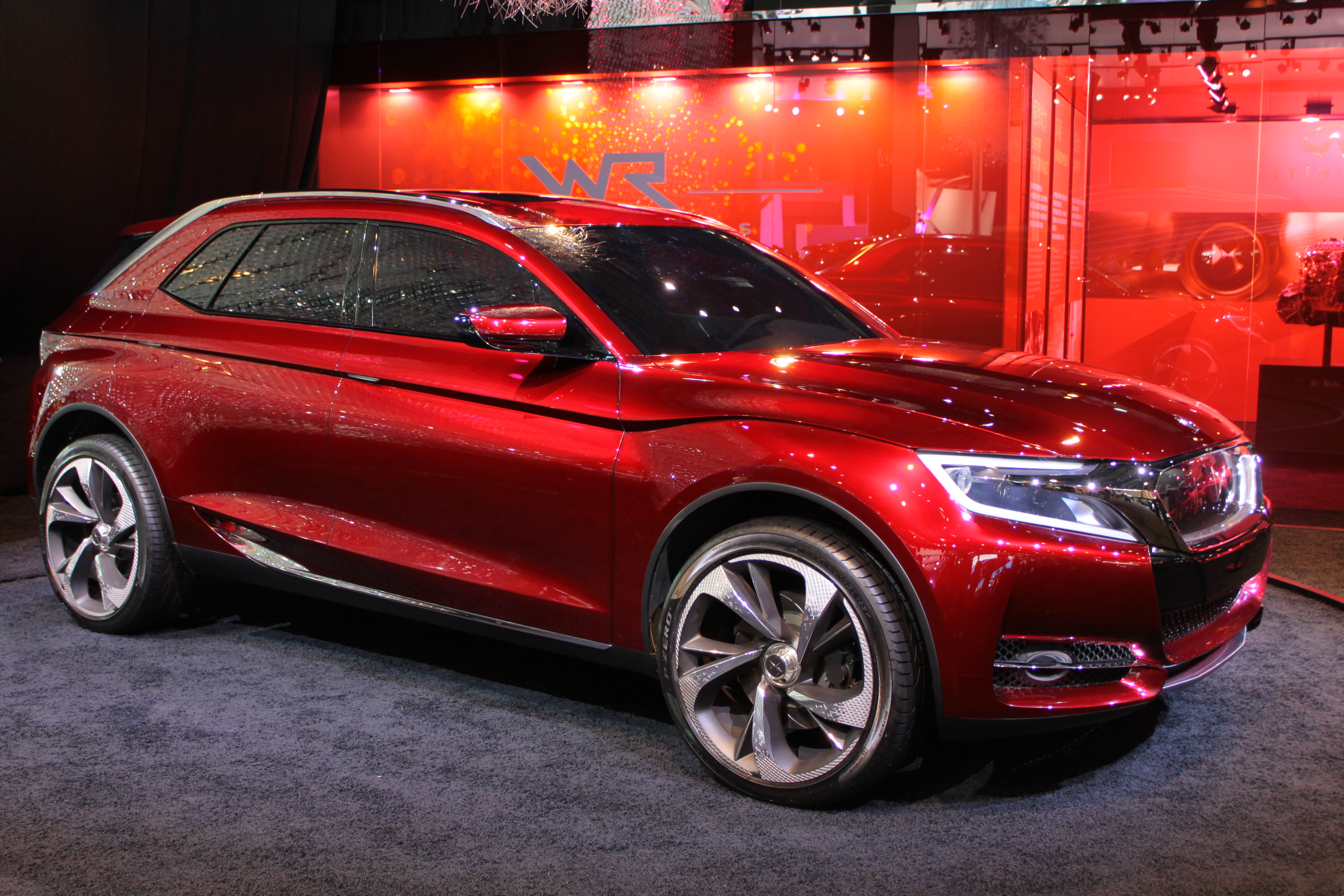
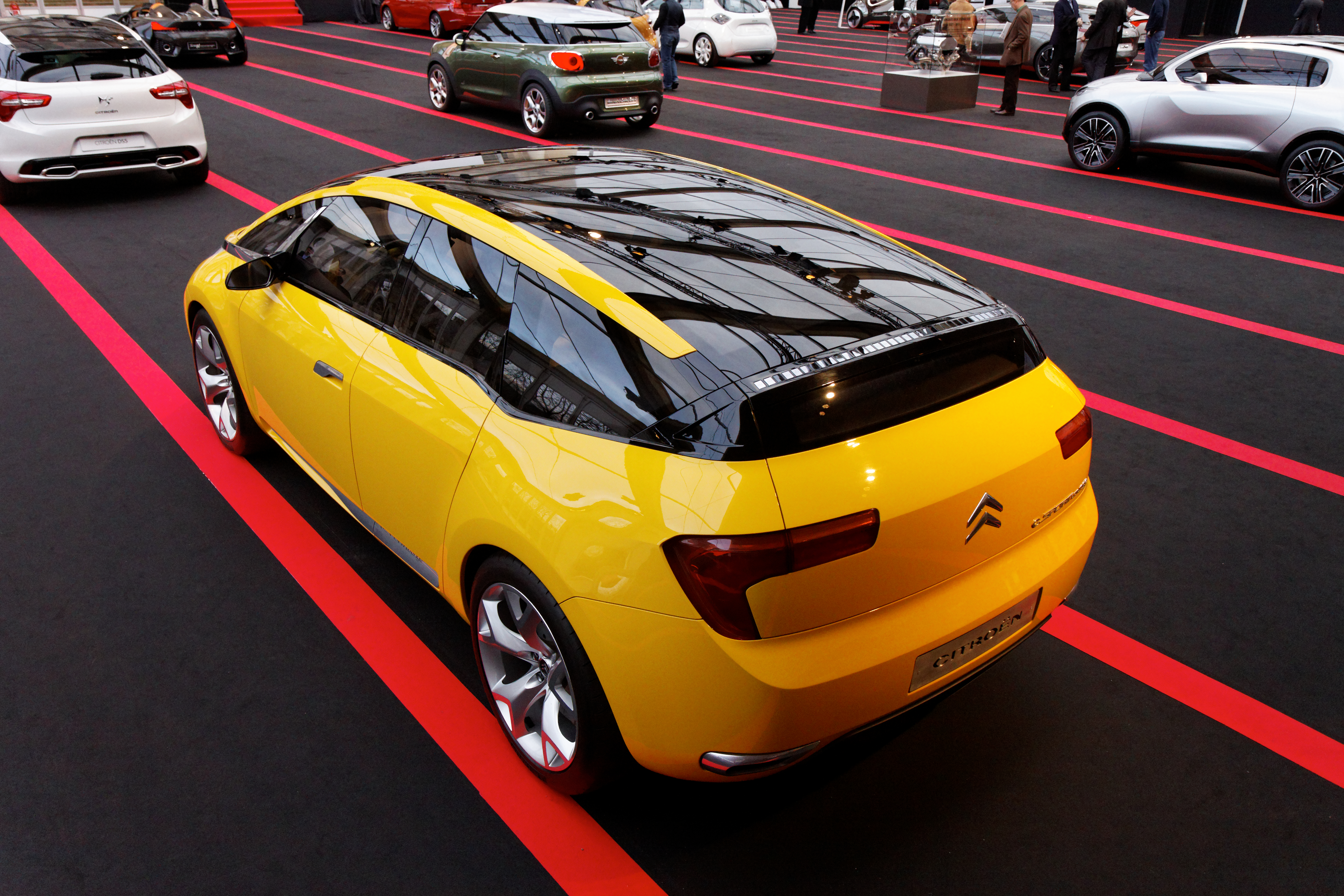
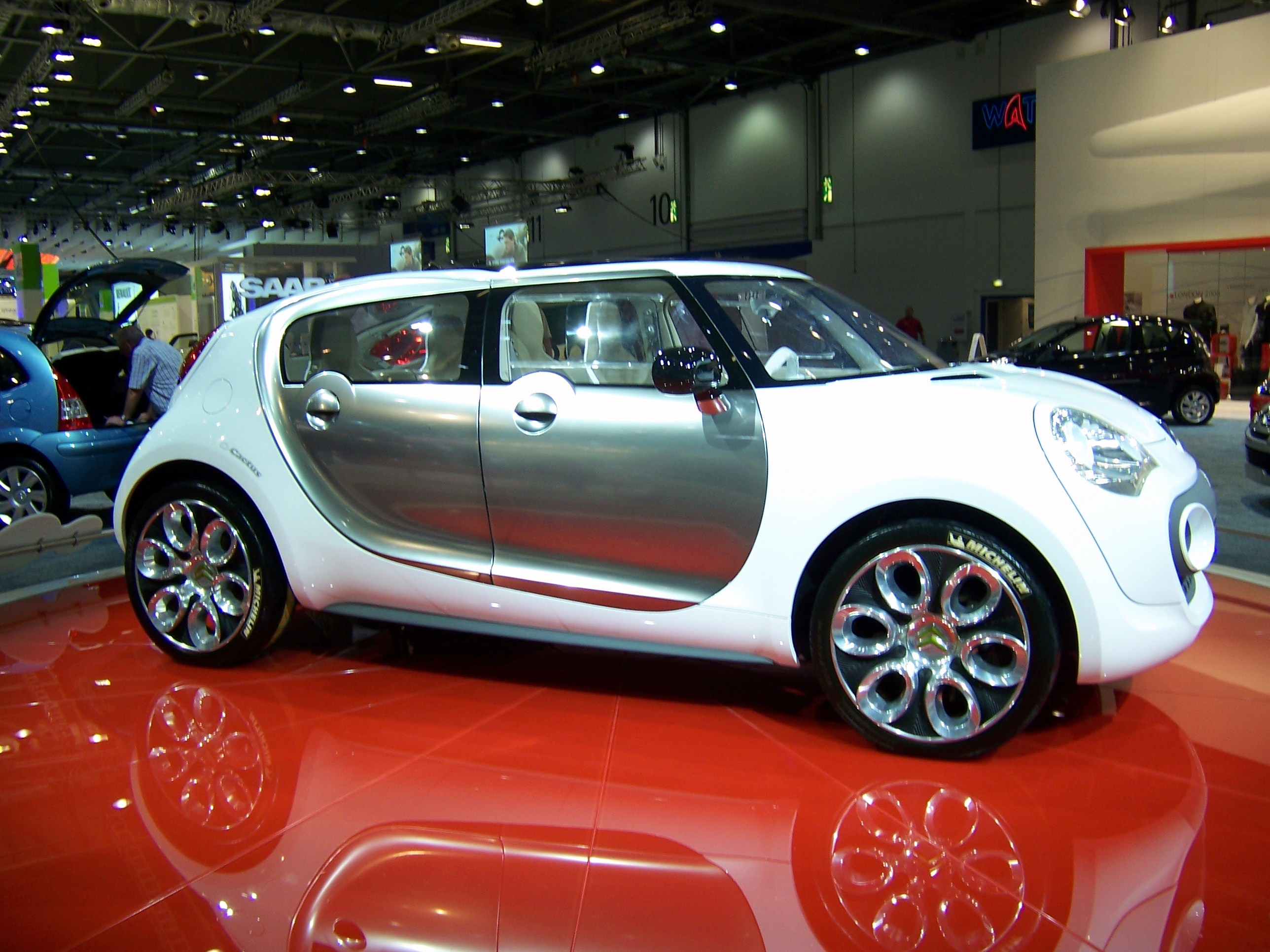
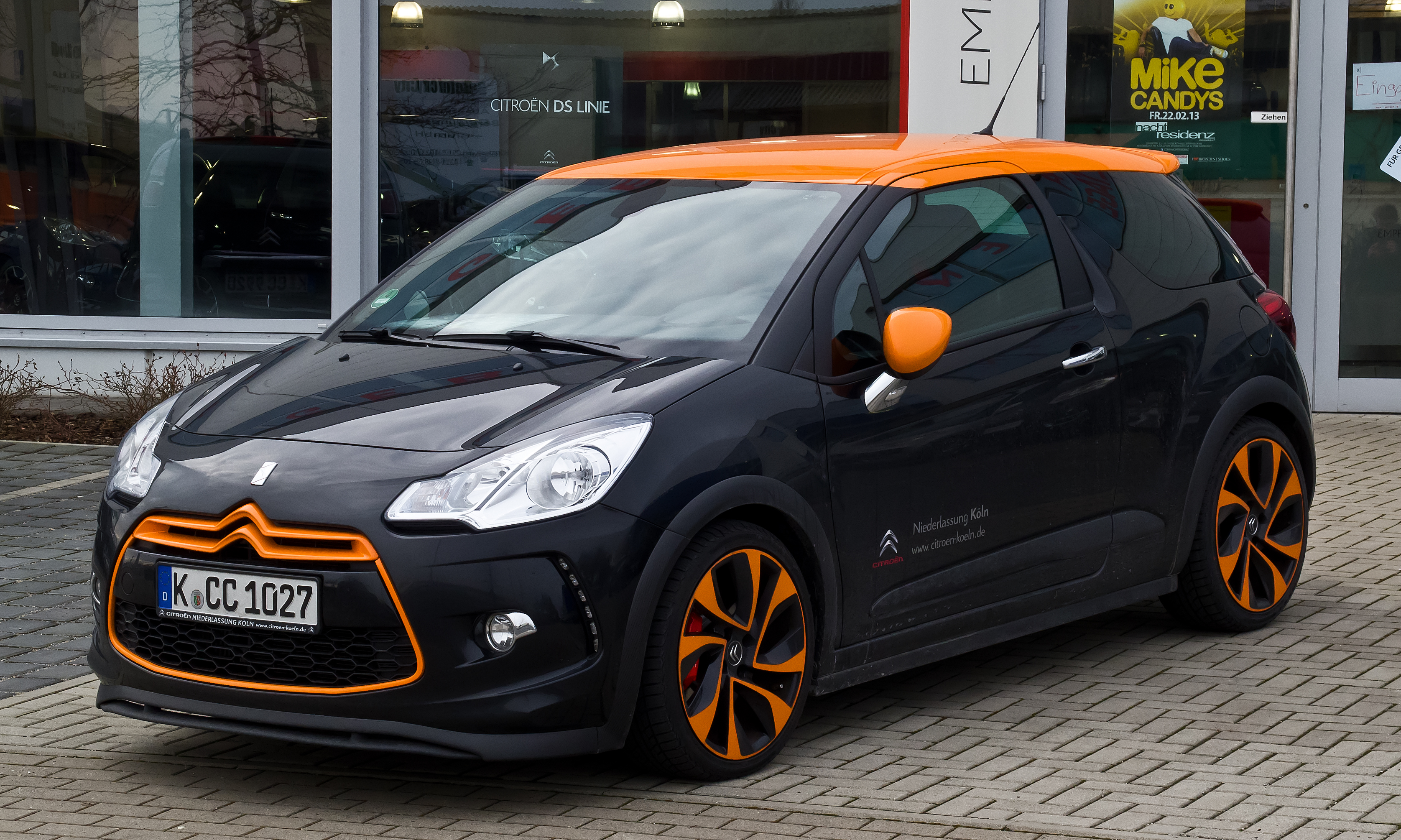